# Единая лига ВТБ 2014/2015. Первый круг
В этой статье представлены результаты матчей первого круга Единой лиги ВТБ 2014/2015.

## 1 тур
| 8 октября 2014 19:00 | Отчёт | Красные крылья             | 95:84    | Нимбурк             | «МТЛ-Арена», Самара Зрителей: 1 400 Судьи: Ааре Халико, Войцех Лишка, Евгений Михеев |
| 8 октября 2014 19:00 | Отчёт | 22:19, 22:21, 26:19, 25:25 |          |                     | «МТЛ-Арена», Самара Зрителей: 1 400 Судьи: Ааре Халико, Войцех Лишка, Евгений Михеев |
| 8 октября 2014 19:00 | Отчёт | Скотт Рейнолдс 24          | Очки     | Дариус Вашингтон 18 | «МТЛ-Арена», Самара Зрителей: 1 400 Судьи: Ааре Халико, Войцех Лишка, Евгений Михеев |
| 8 октября 2014 19:00 | Отчёт | Кервин Бристол 9           | Подборы  | Петр Бенда 6        | «МТЛ-Арена», Самара Зрителей: 1 400 Судьи: Ааре Халико, Войцех Лишка, Евгений Михеев |
| 8 октября 2014 19:00 | Отчёт | Скотт Рейнолдс 6           | Передачи | Дариус Вашингтон 4  | «МТЛ-Арена», Самара Зрителей: 1 400 Судьи: Ааре Халико, Войцех Лишка, Евгений Михеев |

| 8 октября 2014 19:00 | Отчёт | ЦСКА                       | 99:70    | Нилан Байзонс     | УСК ЦСКА, Москва Зрителей: 1 512 Судьи: Здравко Рутешич, Александр Сырица, Петр Пастусяк |
| 8 октября 2014 19:00 | Отчёт | 30:14, 20:14, 25:18, 24:24 |          |                   | УСК ЦСКА, Москва Зрителей: 1 512 Судьи: Здравко Рутешич, Александр Сырица, Петр Пастусяк |
| 8 октября 2014 19:00 | Отчёт | Сонни Уимз 15              | Очки     | Трэвис Нельсон 18 | УСК ЦСКА, Москва Зрителей: 1 512 Судьи: Здравко Рутешич, Александр Сырица, Петр Пастусяк |
| 8 октября 2014 19:00 | Отчёт | Аарон Джексон 9            | Подборы  | Иэн Хаммер 7      | УСК ЦСКА, Москва Зрителей: 1 512 Судьи: Здравко Рутешич, Александр Сырица, Петр Пастусяк |
| 8 октября 2014 19:00 | Отчёт | Милош Теодосич 6           | Передачи | Аарон Джонсон 6   | УСК ЦСКА, Москва Зрителей: 1 512 Судьи: Здравко Рутешич, Александр Сырица, Петр Пастусяк |

| 8 октября 2014 20:00 | Отчёт | Нижний Новгород                    | 92:85    | Красный Октябрь                     | КРК «Нагорный», Нижний Новгород Зрителей: 1 500 Судьи: Антон Махлин, Семен Овинов, Евгений Ветров |
| 8 октября 2014 20:00 | Отчёт | 25:19, 12:17, 26:25, 29:24         |          |                                     | КРК «Нагорный», Нижний Новгород Зрителей: 1 500 Судьи: Антон Махлин, Семен Овинов, Евгений Ветров |
| 8 октября 2014 20:00 | Отчёт | Трэй Томпкинс 19                   | Очки     | Ди Джей Кеннеди, Бернард Кинг по 22 | КРК «Нагорный», Нижний Новгород Зрителей: 1 500 Судьи: Антон Махлин, Семен Овинов, Евгений Ветров |
| 8 октября 2014 20:00 | Отчёт | Тэйлор Рочести, Трэй Томпкинс по 7 | Подборы  | Маркус Казин 9                      | КРК «Нагорный», Нижний Новгород Зрителей: 1 500 Судьи: Антон Махлин, Семен Овинов, Евгений Ветров |
| 8 октября 2014 20:00 | Отчёт | Тэйлор Рочести 7                   | Передачи | Антон Понкрашов 7                   | КРК «Нагорный», Нижний Новгород Зрителей: 1 500 Судьи: Антон Махлин, Семен Овинов, Евгений Ветров |

| 9 октября 2014 19:00 | Отчёт | УНИКС                      | 81:78    | Автодор           | «Баскет-холл», Казань Зрителей: 3 000 Судьи: Илья Путенко, Владимир Охрименко, Игорь Деменков |
| 9 октября 2014 19:00 | Отчёт | 21:15, 17:19, 10:18, 33:26 |          |                   | «Баскет-холл», Казань Зрителей: 3 000 Судьи: Илья Путенко, Владимир Охрименко, Игорь Деменков |
| 9 октября 2014 19:00 | Отчёт | Джеймс Уайт 16             | Очки     | Кортни Фортсон 18 | «Баскет-холл», Казань Зрителей: 3 000 Судьи: Илья Путенко, Владимир Охрименко, Игорь Деменков |
| 9 октября 2014 19:00 | Отчёт | Костас Каймакоглу 8        | Подборы  | Артём Клименко 9  | «Баскет-холл», Казань Зрителей: 3 000 Судьи: Илья Путенко, Владимир Охрименко, Игорь Деменков |
| 9 октября 2014 19:00 | Отчёт | Костас Каймакоглу 9        | Передачи | Кортни Фортсон 5  | «Баскет-холл», Казань Зрителей: 3 000 Судьи: Илья Путенко, Владимир Охрименко, Игорь Деменков |

| 9 октября 2014 19:30 | Отчёт | ВЭФ                        | 77:75    | Енисей               | «Арена Рига», Рига Зрителей: 1 300 Судьи: Борис Рыжик, Марчин Ковальский, Петр Ивашков |
| 9 октября 2014 19:30 | Отчёт | 21:15, 19:13, 15:27, 22:20 |          |                      | «Арена Рига», Рига Зрителей: 1 300 Судьи: Борис Рыжик, Марчин Ковальский, Петр Ивашков |
| 9 октября 2014 19:30 | Отчёт | Джеральд Робинсон 16       | Очки     | Элмедин Киканович 17 | «Арена Рига», Рига Зрителей: 1 300 Судьи: Борис Рыжик, Марчин Ковальский, Петр Ивашков |
| 9 октября 2014 19:30 | Отчёт | Марекс Межерис 8           | Подборы  | Сава Лешич 6         | «Арена Рига», Рига Зрителей: 1 300 Судьи: Борис Рыжик, Марчин Ковальский, Петр Ивашков |
| 9 октября 2014 19:30 | Отчёт | Кевин Диллард 6            | Передачи | Донелл Купер 17      | «Арена Рига», Рига Зрителей: 1 300 Судьи: Борис Рыжик, Марчин Ковальский, Петр Ивашков |

| 9 октября 2014 20:00 | Отчёт | Локомотив-Кубань          | 114:51   | Калев           | «Баскет-холл», Краснодар Зрителей: 2 732 Судьи: Здравко Рутешич, Александр Сирица, Пётр Паштусяк |
| 9 октября 2014 20:00 | Отчёт | 32:12, 30:14, 25:19, 27:6 |          |                 | «Баскет-холл», Краснодар Зрителей: 2 732 Судьи: Здравко Рутешич, Александр Сирица, Пётр Паштусяк |
| 9 октября 2014 20:00 | Отчёт | Энтони Рэндольф 18        | Очки     | Фрэнк Элегар 16 | «Баскет-холл», Краснодар Зрителей: 2 732 Судьи: Здравко Рутешич, Александр Сирица, Пётр Паштусяк |
| 9 октября 2014 20:00 | Отчёт | Деррик Браун 4            | Подборы  | Фрэнк Элегар 9  | «Баскет-холл», Краснодар Зрителей: 2 732 Судьи: Здравко Рутешич, Александр Сирица, Пётр Паштусяк |
| 9 октября 2014 20:00 | Отчёт | Максим Григорьев 4        | Передачи | Скотт Мачадо 7  | «Баскет-холл», Краснодар Зрителей: 2 732 Судьи: Здравко Рутешич, Александр Сирица, Пётр Паштусяк |

| 11 октября 2014 16:00 | Отчёт | Цмоки-Минск                | 82:108   | Химки              | «Минск-Арена», Минск Зрителей: 2 100 Судьи: Борис Рыжик, Арнис Озолс, Гинтарас Виткаускас |
| 11 октября 2014 16:00 | Отчёт | 17:30, 18:30, 19:21, 28:27 |          |                    | «Минск-Арена», Минск Зрителей: 2 100 Судьи: Борис Рыжик, Арнис Озолс, Гинтарас Виткаускас |
| 11 октября 2014 16:00 | Отчёт | Виталий Лютыч 20           | Очки     | Петтери Копонен 15 | «Минск-Арена», Минск Зрителей: 2 100 Судьи: Борис Рыжик, Арнис Озолс, Гинтарас Виткаускас |
| 11 октября 2014 16:00 | Отчёт | Иван Мараш 6               | Подборы  | Тайлер Ханикатт 10 | «Минск-Арена», Минск Зрителей: 2 100 Судьи: Борис Рыжик, Арнис Озолс, Гинтарас Виткаускас |
| 11 октября 2014 16:00 | Отчёт | Бранко Миркович 5          | Передачи | Марко Попович 7    | «Минск-Арена», Минск Зрителей: 2 100 Судьи: Борис Рыжик, Арнис Озолс, Гинтарас Виткаускас |

| 22 апреля 2015 20:00 | Отчёт | Зенит                      | 85:88    | Астана                                     | «Сибур Арена», Санкт-Петербург Зрителей: 2 500 Судьи: Роберт Виклицкий, Оскарс Лучис, Александр Сирица |
| 22 апреля 2015 20:00 | Отчёт | 16:18, 22:26, 26:21, 21:23 |          |                                            | «Сибур Арена», Санкт-Петербург Зрителей: 2 500 Судьи: Роберт Виклицкий, Оскарс Лучис, Александр Сирица |
| 22 апреля 2015 20:00 | Отчёт | Камерон Джонс 19           | Очки     | Рашид Махалбашич 32                        | «Сибур Арена», Санкт-Петербург Зрителей: 2 500 Судьи: Роберт Виклицкий, Оскарс Лучис, Александр Сирица |
| 22 апреля 2015 20:00 | Отчёт | Ди Джей Стефанс 10         | Подборы  | Антон Пономарёв, Анатолий Колесников по 10 | «Сибур Арена», Санкт-Петербург Зрителей: 2 500 Судьи: Роберт Виклицкий, Оскарс Лучис, Александр Сирица |
| 22 апреля 2015 20:00 | Отчёт | Артем Вихров 6             | Передачи | Джерри Джонсон 9                           | «Сибур Арена», Санкт-Петербург Зрителей: 2 500 Судьи: Роберт Виклицкий, Оскарс Лучис, Александр Сирица |

## 2 тур
| 6 октября 2014 19:30 | Отчёт | Химки                      | 89:63    | Автодор           | БЦМО, Химки Зрителей: 1 400 Судьи: Олег Латышев, Алексей Давыдов, Александр Романов |
| 6 октября 2014 19:30 | Отчёт | 19:24, 25:11, 20:14, 25:14 |          |                   | БЦМО, Химки Зрителей: 1 400 Судьи: Олег Латышев, Алексей Давыдов, Александр Романов |
| 6 октября 2014 19:30 | Отчёт | Жоффрей Ловернь 24         | Очки     | Артём Клименко 7  | БЦМО, Химки Зрителей: 1 400 Судьи: Олег Латышев, Алексей Давыдов, Александр Романов |
| 6 октября 2014 19:30 | Отчёт | Тайлер Ханикатт 17         | Подборы  | Трэвис Петерсон 9 | БЦМО, Химки Зрителей: 1 400 Судьи: Олег Латышев, Алексей Давыдов, Александр Романов |
| 6 октября 2014 19:30 | Отчёт | Егор Вяльцев 8             | Передачи | Артём Клименко 4  | БЦМО, Химки Зрителей: 1 400 Судьи: Олег Латышев, Алексей Давыдов, Александр Романов |

| 12 октября 2014 16:00 | Отчёт | Нимбурк                   | 86:67    | Астана           | Спортовны Хала, Нимбурк Зрителей: 720 Судьи: Сергей Защук, Алексей Давыдов, Петер Зениш |
| 12 октября 2014 16:00 | Отчёт | 26:17, 21:19, 17:9, 22:22 |          |                  | Спортовны Хала, Нимбурк Зрителей: 720 Судьи: Сергей Защук, Алексей Давыдов, Петер Зениш |
| 12 октября 2014 16:00 | Отчёт | Дариус Вашингтон 18       | Очки     | Лукша Андрич 20  | Спортовны Хала, Нимбурк Зрителей: 720 Судьи: Сергей Защук, Алексей Давыдов, Петер Зениш |
| 12 октября 2014 16:00 | Отчёт | Честер Симмонс 9          | Подборы  | Лукша Андрич 14  | Спортовны Хала, Нимбурк Зрителей: 720 Судьи: Сергей Защук, Алексей Давыдов, Петер Зениш |
| 12 октября 2014 16:00 | Отчёт | Дариус Вашингтон 7        | Передачи | Джерри Джонсон 6 | Спортовны Хала, Нимбурк Зрителей: 720 Судьи: Сергей Защук, Алексей Давыдов, Петер Зениш |

| 12 октября 2014 17:00 | Отчёт | ВЭФ                                       | 75:76    | Красный Октябрь                    | «Арена Рига», Рига Зрителей: 1 000 Судьи: Роберт Виклицкий, Йоханнес Сарекоски, Танел Суслов |
| 12 октября 2014 17:00 | Отчёт | 16:21, 24:16, 23:16, 12:23                |          |                                    | «Арена Рига», Рига Зрителей: 1 000 Судьи: Роберт Виклицкий, Йоханнес Сарекоски, Танел Суслов |
| 12 октября 2014 17:00 | Отчёт | Джеральд Робинсон 30                      | Очки     | Дэвид Кеннеди 19                   | «Арена Рига», Рига Зрителей: 1 000 Судьи: Роберт Виклицкий, Йоханнес Сарекоски, Танел Суслов |
| 12 октября 2014 17:00 | Отчёт | Бамба Фолл 9                              | Подборы  | Дэвид Кеннеди, Катберт Виктор по 9 | «Арена Рига», Рига Зрителей: 1 000 Судьи: Роберт Виклицкий, Йоханнес Сарекоски, Танел Суслов |
| 12 октября 2014 17:00 | Отчёт | Джеральд Робинсон, Анджейс Пасечникс по 3 | Передачи | Дэвид Кеннеди 5                    | «Арена Рига», Рига Зрителей: 1 000 Судьи: Роберт Виклицкий, Йоханнес Сарекоски, Танел Суслов |

| 12 октября 2014 17:40 | Отчёт | Нижний Новгород            | 82:71    | Калев           | КРК «Нагорный», Нижний Новгород Зрителей: 1 500 Судьи: Арнис Озолс, Милош Колеснич, Петр Ивашков |
| 12 октября 2014 17:40 | Отчёт | 16:20, 20:17, 25:15, 21:19 |          |                 | КРК «Нагорный», Нижний Новгород Зрителей: 1 500 Судьи: Арнис Озолс, Милош Колеснич, Петр Ивашков |
| 12 октября 2014 17:40 | Отчёт | Тейлор Рочести 23          | Очки     | Фрэнк Элегар 26 | КРК «Нагорный», Нижний Новгород Зрителей: 1 500 Судьи: Арнис Озолс, Милош Колеснич, Петр Ивашков |
| 12 октября 2014 17:40 | Отчёт | Артём Параховский 12       | Подборы  | Фрэнк Элегар 14 | КРК «Нагорный», Нижний Новгород Зрителей: 1 500 Судьи: Арнис Озолс, Милош Колеснич, Петр Ивашков |
| 12 октября 2014 17:40 | Отчёт | Теренс Кинси 4             | Передачи | Скотт Мачадо 10 | КРК «Нагорный», Нижний Новгород Зрителей: 1 500 Судьи: Арнис Озолс, Милош Колеснич, Петр Ивашков |

| 12 октября 2014 17:00 | Отчёт | Зенит                      | 89:73    | Енисей                               | «Сибур Арена», Санкт-Петербург Зрителей: 4 000 Судьи: Ааре Халлико, Евгений Ветров, Евгений Островский |
| 12 октября 2014 17:00 | Отчёт | 24:14, 24:21, 17:23, 24:15 |          |                                      | «Сибур Арена», Санкт-Петербург Зрителей: 4 000 Судьи: Ааре Халлико, Евгений Ветров, Евгений Островский |
| 12 октября 2014 17:00 | Отчёт | Уолтер Ходж 22             | Очки     | Павел Сергеев 16                     | «Сибур Арена», Санкт-Петербург Зрителей: 4 000 Судьи: Ааре Халлико, Евгений Ветров, Евгений Островский |
| 12 октября 2014 17:00 | Отчёт | Кайл Лэндри 7              | Подборы  | Коста Перович 8                      | «Сибур Арена», Санкт-Петербург Зрителей: 4 000 Судьи: Ааре Халлико, Евгений Ветров, Евгений Островский |
| 12 октября 2014 17:00 | Отчёт | Уолтер Ходж 8              | Передачи | Вячеслав Зайцев и Павел Сергеев по 3 | «Сибур Арена», Санкт-Петербург Зрителей: 4 000 Судьи: Ааре Халлико, Евгений Ветров, Евгений Островский |

| 12 октября 2014 18:00 | Отчёт | Локомотив-Кубань           | 81:73    | ЦСКА              | «Баскет-холл», Краснодар Зрителей: 5 600 Судьи: Фернанду Роша, Урош Обркнезевич, Семён Овинов |
| 12 октября 2014 18:00 | Отчёт | 22:17, 16:16, 17:20, 26:20 |          |                   | «Баскет-холл», Краснодар Зрителей: 5 600 Судьи: Фернанду Роша, Урош Обркнезевич, Семён Овинов |
| 12 октября 2014 18:00 | Отчёт | Максим Григорьев 18        | Очки     | Милош Теодосич 22 | «Баскет-холл», Краснодар Зрителей: 5 600 Судьи: Фернанду Роша, Урош Обркнезевич, Семён Овинов |
| 12 октября 2014 18:00 | Отчёт | Ричард Хендрикс 11         | Подборы  | Кайл Хайнс 7      | «Баскет-холл», Краснодар Зрителей: 5 600 Судьи: Фернанду Роша, Урош Обркнезевич, Семён Овинов |
| 12 октября 2014 18:00 | Отчёт | Малькольм Дилейни 8        | Передачи | Милош Теодосич 5  | «Баскет-холл», Краснодар Зрителей: 5 600 Судьи: Фернанду Роша, Урош Обркнезевич, Семён Овинов |

| 12 октября 2014 18:00 | Отчёт | УНИКС                      | 85:80    | Нилан Байзонс    | «Баскет-холл», Казань Зрителей: 3 000 Судьи: Оскарс Лучис, Вацлав Люкес, Владислав Исаченко |
| 12 октября 2014 18:00 | Отчёт | 17:25, 23:17, 21:19, 24:19 |          |                  | «Баскет-холл», Казань Зрителей: 3 000 Судьи: Оскарс Лучис, Вацлав Люкес, Владислав Исаченко |
| 12 октября 2014 18:00 | Отчёт | Кит Лэнгфорд 19            | Очки     | Аарон Джонсон 14 | «Баскет-холл», Казань Зрителей: 3 000 Судьи: Оскарс Лучис, Вацлав Люкес, Владислав Исаченко |
| 12 октября 2014 18:00 | Отчёт | Д'ор Фишер 8               | Подборы  | Уиллиам Харрис 7 | «Баскет-холл», Казань Зрителей: 3 000 Судьи: Оскарс Лучис, Вацлав Люкес, Владислав Исаченко |
| 12 октября 2014 18:00 | Отчёт | Кертис Джерреллс 7         | Передачи | Аарон Джонсон 6  | «Баскет-холл», Казань Зрителей: 3 000 Судьи: Оскарс Лучис, Вацлав Люкес, Владислав Исаченко |

| 14 октября 2014 19:00 | Отчёт | Красные крылья             | 77:71    | Цмоки-Минск           | «МТЛ-Арена», Самара Зрителей: 1 600 Судьи: Фернанду Роша, Юрис Кокаинис, Вацлав Люкес |
| 14 октября 2014 19:00 | Отчёт | 18:14, 20:21, 12:24, 27:12 |          |                       | «МТЛ-Арена», Самара Зрителей: 1 600 Судьи: Фернанду Роша, Юрис Кокаинис, Вацлав Люкес |
| 14 октября 2014 19:00 | Отчёт | Скотти Рейнольдс 31        | Очки     | Иван Мараш 19         | «МТЛ-Арена», Самара Зрителей: 1 600 Судьи: Фернанду Роша, Юрис Кокаинис, Вацлав Люкес |
| 14 октября 2014 19:00 | Отчёт | Кервин Бристол 13          | Подборы  | Иван Мараш 8          | «МТЛ-Арена», Самара Зрителей: 1 600 Судьи: Фернанду Роша, Юрис Кокаинис, Вацлав Люкес |
| 14 октября 2014 19:00 | Отчёт | Скотти Рейнольдс 7         | Передачи | Александр Кудрявцев 8 | «МТЛ-Арена», Самара Зрителей: 1 600 Судьи: Фернанду Роша, Юрис Кокаинис, Вацлав Люкес |

## 3 тур
| 18 октября 2014 17:00 | Отчёт | Красный Октябрь            | 82:83    | Калев           | Дворец спорта волгоградских профсоюзов, Волгоград Зрителей: 2 846 Судьи: Петри Мянтюля, Александр Сирица, Артурас Шукис |
| 18 октября 2014 17:00 | Отчёт | 23:16, 18:25, 11:20, 30:22 |          |                 | Дворец спорта волгоградских профсоюзов, Волгоград Зрителей: 2 846 Судьи: Петри Мянтюля, Александр Сирица, Артурас Шукис |
| 18 октября 2014 17:00 | Отчёт | Дэвид Кеннеди 22           | Очки     | Скотт Мачадо 22 | Дворец спорта волгоградских профсоюзов, Волгоград Зрителей: 2 846 Судьи: Петри Мянтюля, Александр Сирица, Артурас Шукис |
| 18 октября 2014 17:00 | Отчёт | Катберт Виктор 7           | Подборы  | Фрэнк Элегар 12 | Дворец спорта волгоградских профсоюзов, Волгоград Зрителей: 2 846 Судьи: Петри Мянтюля, Александр Сирица, Артурас Шукис |
| 18 октября 2014 17:00 | Отчёт | Деандре Кейн 6             | Передачи | Райн Вейдеман 6 | Дворец спорта волгоградских профсоюзов, Волгоград Зрителей: 2 846 Судьи: Петри Мянтюля, Александр Сирица, Артурас Шукис |

| 19 октября 2014 14:30 | Отчёт | Астана                     | 81:70    | Локомотив-Кубань   | «Сарыарка», Астана Зрителей: 2 400 Судьи: Саша Пукл, Сергей Чебышев, Андрей Шарапа |
| 19 октября 2014 14:30 | Отчёт | 26:19, 14:17, 20:20, 21:14 |          |                    | «Сарыарка», Астана Зрителей: 2 400 Судьи: Саша Пукл, Сергей Чебышев, Андрей Шарапа |
| 19 октября 2014 14:30 | Отчёт | Джекован Браун 21          | Очки     | Никита Курбанов 15 | «Сарыарка», Астана Зрителей: 2 400 Судьи: Саша Пукл, Сергей Чебышев, Андрей Шарапа |
| 19 октября 2014 14:30 | Отчёт | Патрик Калатес 17          | Подборы  | Ричард Хендрикс 6  | «Сарыарка», Астана Зрителей: 2 400 Судьи: Саша Пукл, Сергей Чебышев, Андрей Шарапа |
| 19 октября 2014 14:30 | Отчёт | Джекован Браун 6           | Передачи | Аарон Майлз 7      | «Сарыарка», Астана Зрителей: 2 400 Судьи: Саша Пукл, Сергей Чебышев, Андрей Шарапа |

| 19 октября 2014 16:00 | Отчёт | Нимбурк                    | 96:86    | Автодор            | Спортовны Хала, Нимбурк Зрителей: 620 Судьи: Дариуш Щерба, Борис Габара, Райн Пеенарди |
| 19 октября 2014 16:00 | Отчёт | 19:23, 30:24, 25:22, 22:17 |          |                    | Спортовны Хала, Нимбурк Зрителей: 620 Судьи: Дариуш Щерба, Борис Габара, Райн Пеенарди |
| 19 октября 2014 16:00 | Отчёт | Петр Бенда 23              | Очки     | Трэвис Питерсон 28 | Спортовны Хала, Нимбурк Зрителей: 620 Судьи: Дариуш Щерба, Борис Габара, Райн Пеенарди |
| 19 октября 2014 16:00 | Отчёт | Иржи Уэлш 8                | Подборы  | Трэвис Питерсон 10 | Спортовны Хала, Нимбурк Зрителей: 620 Судьи: Дариуш Щерба, Борис Габара, Райн Пеенарди |
| 19 октября 2014 16:00 | Отчёт | Иржи Уэлш 8                | Передачи | Кортни Фортсон 6   | Спортовны Хала, Нимбурк Зрителей: 620 Судьи: Дариуш Щерба, Борис Габара, Райн Пеенарди |

| 19 октября 2014 16:00 | Отчёт | Нилан Байзонс             | 102:79   | Цмоки-Минск       | Спортивный центр Лоймаа, Лоймаа Судьи: Ингус Бауманис, Ааре Халлико, Алексей Чудин |
| 19 октября 2014 16:00 | Отчёт | 28:26, 23:9, 20:21, 31:23 |          |                   | Спортивный центр Лоймаа, Лоймаа Судьи: Ингус Бауманис, Ааре Халлико, Алексей Чудин |
| 19 октября 2014 16:00 | Отчёт | Уильям Харрис 22          | Очки     | Павел Ульянко 18  | Спортивный центр Лоймаа, Лоймаа Судьи: Ингус Бауманис, Ааре Халлико, Алексей Чудин |
| 19 октября 2014 16:00 | Отчёт | Иэн Хаммер 10             | Подборы  | Рашон Фримен 7    | Спортивный центр Лоймаа, Лоймаа Судьи: Ингус Бауманис, Ааре Халлико, Алексей Чудин |
| 19 октября 2014 16:00 | Отчёт | Аарон Джонсон 7           | Передачи | Бранко Миркович 4 | Спортивный центр Лоймаа, Лоймаа Судьи: Ингус Бауманис, Ааре Халлико, Алексей Чудин |

| 19 октября 2014 18:00 | Отчёт | Химки                      | 96:87    | ВЭФ              | БЦМО, Химки Зрителей: 1 800 Судьи: Эмин Могулкоч, Александар Глишич, Артурас Шукис |
| 19 октября 2014 18:00 | Отчёт | 25:24, 20:23, 24:19, 27:21 |          |                  | БЦМО, Химки Зрителей: 1 800 Судьи: Эмин Могулкоч, Александар Глишич, Артурас Шукис |
| 19 октября 2014 18:00 | Отчёт | Жоффре Ловернь 18          | Очки     | Кевин Диллард 18 | БЦМО, Химки Зрителей: 1 800 Судьи: Эмин Могулкоч, Александар Глишич, Артурас Шукис |
| 19 октября 2014 18:00 | Отчёт | Тайлер Ханикатт            | Подборы  | Янис Тимма 6     | БЦМО, Химки Зрителей: 1 800 Судьи: Эмин Могулкоч, Александар Глишич, Артурас Шукис |
| 19 октября 2014 18:00 | Отчёт | Сергей Моня 6              | Передачи | Янис Тимма 7     | БЦМО, Химки Зрителей: 1 800 Судьи: Эмин Могулкоч, Александар Глишич, Артурас Шукис |

| 19 октября 2014 18:00 | Отчёт | УНИКС                      | 73:66    | Зенит             | «Баскет-холл», Казань Зрителей: 1 500 Судьи: Роберт Виклицкий, Сергей Михайлов, Алексей Давыдов |
| 19 октября 2014 18:00 | Отчёт | 23:15, 15:15, 13:24, 22:12 |          |                   | «Баскет-холл», Казань Зрителей: 1 500 Судьи: Роберт Виклицкий, Сергей Михайлов, Алексей Давыдов |
| 19 октября 2014 18:00 | Отчёт | Кёртис Джеррелс 14         | Очки     | Уэйн Ходж 14      | «Баскет-холл», Казань Зрителей: 1 500 Судьи: Роберт Виклицкий, Сергей Михайлов, Алексей Давыдов |
| 19 октября 2014 18:00 | Отчёт | Костас Каймакоглу 5        | Подборы  | Кайл Лэндри 14    | «Баскет-холл», Казань Зрителей: 1 500 Судьи: Роберт Виклицкий, Сергей Михайлов, Алексей Давыдов |
| 19 октября 2014 18:00 | Отчёт | Кёртис Джеррелс 5          | Передачи | Дмитрий Кулагин 4 | «Баскет-холл», Казань Зрителей: 1 500 Судьи: Роберт Виклицкий, Сергей Михайлов, Алексей Давыдов |

| 20 октября 2014 19:00 | Отчёт | Красные крылья             | 73:78    | Нижний Новгород   | «МТЛ-Арена», Самара Зрителей: 1 300 Судьи: Сергей Круг, Илья Путенко, Евгений Ветров |
| 20 октября 2014 19:00 | Отчёт | 18:15, 17:22, 15:15, 23:26 |          |                   | «МТЛ-Арена», Самара Зрителей: 1 300 Судьи: Сергей Круг, Илья Путенко, Евгений Ветров |
| 20 октября 2014 19:00 | Отчёт | Кервин Бристол 17          | Очки     | Теренс Кинси 16   | «МТЛ-Арена», Самара Зрителей: 1 300 Судьи: Сергей Круг, Илья Путенко, Евгений Ветров |
| 20 октября 2014 19:00 | Отчёт | Кервин Бристол 9           | Подборы  | Артём Параховский | «МТЛ-Арена», Самара Зрителей: 1 300 Судьи: Сергей Круг, Илья Путенко, Евгений Ветров |
| 20 октября 2014 19:00 | Отчёт | Виктор Заряжко 5           | Передачи | Тейлор Рочести    | «МТЛ-Арена», Самара Зрителей: 1 300 Судьи: Сергей Круг, Илья Путенко, Евгений Ветров |

| 20 октября 2014 19:00 | Отчёт | ЦСКА                       | 92:79    | Енисей          | УСК ЦСКА, Москва Зрителей: 1 500 Судьи: Саша Пукл, Семён Овинов, Александр Романов |
| 20 октября 2014 19:00 | Отчёт | 20:13, 16:22, 35:19, 21:25 |          |                 | УСК ЦСКА, Москва Зрителей: 1 500 Судьи: Саша Пукл, Семён Овинов, Александр Романов |
| 20 октября 2014 19:00 | Отчёт | Виталий Фридзон 21         | Очки     | Донелл Купер 15 | УСК ЦСКА, Москва Зрителей: 1 500 Судьи: Саша Пукл, Семён Овинов, Александр Романов |
| 20 октября 2014 19:00 | Отчёт | Андрей Воронцевич 9        | Подборы  | Террико Уайт 4  | УСК ЦСКА, Москва Зрителей: 1 500 Судьи: Саша Пукл, Семён Овинов, Александр Романов |
| 20 октября 2014 19:00 | Отчёт | Милош Теодосич 6           | Передачи | Донелл Купер 6  | УСК ЦСКА, Москва Зрителей: 1 500 Судьи: Саша Пукл, Семён Овинов, Александр Романов |

## 4 тур
| 6 октября 2014 20:00 | Отчёт | Зенит                             | 95:91 ОТ | Нимбурк            | «Сибур Арена», Санкт-Петербург Зрителей: 4 470 Судьи: Арнис Озолс, Петри Мантюля, Евгений Михеев |
| 6 октября 2014 20:00 | Отчёт | 21:15, 18:19, 22:24, 17:20, 17:13 |          |                    | «Сибур Арена», Санкт-Петербург Зрителей: 4 470 Судьи: Арнис Озолс, Петри Мантюля, Евгений Михеев |
| 6 октября 2014 20:00 | Отчёт | Деян Боровняк 23                  | Очки     | Радослав Ранчик 19 | «Сибур Арена», Санкт-Петербург Зрителей: 4 470 Судьи: Арнис Озолс, Петри Мантюля, Евгений Михеев |
| 6 октября 2014 20:00 | Отчёт | Кайл Лэндри 11                    | Подборы  | Дариус Вашингтон 9 | «Сибур Арена», Санкт-Петербург Зрителей: 4 470 Судьи: Арнис Озолс, Петри Мантюля, Евгений Михеев |
| 6 октября 2014 20:00 | Отчёт | Уолтер Ходж 9                     | Передачи | Иржи Велш 6        | «Сибур Арена», Санкт-Петербург Зрителей: 4 470 Судьи: Арнис Озолс, Петри Мантюля, Евгений Михеев |

| 15 октября 2014 19:10 | Отчёт | Енисей                     | 99:79    | Нилан Байзонс  | Дворец спорта имени Ивана Ярыгина, Красноярск Зрителей: 1 800 Судьи: Якуб Замойский, Петр Хруса |
| 15 октября 2014 19:10 | Отчёт | 22:24, 27:19, 28:15, 22:21 |          |                | Дворец спорта имени Ивана Ярыгина, Красноярск Зрителей: 1 800 Судьи: Якуб Замойский, Петр Хруса |
| 15 октября 2014 19:10 | Отчёт | Елмедин Киканович 19       | Очки     | Айан Хаммер 17 | Дворец спорта имени Ивана Ярыгина, Красноярск Зрителей: 1 800 Судьи: Якуб Замойский, Петр Хруса |
| 15 октября 2014 19:10 | Отчёт | Елмедин Киканович 6        | Подборы  | Айан Хаммер 5  | Дворец спорта имени Ивана Ярыгина, Красноярск Зрителей: 1 800 Судьи: Якуб Замойский, Петр Хруса |
| 15 октября 2014 19:10 | Отчёт | Донелл Купер 13            | Передачи | Роопе Ахонен 7 | Дворец спорта имени Ивана Ярыгина, Красноярск Зрителей: 1 800 Судьи: Якуб Замойский, Петр Хруса |

| 25 октября 2014 17:00 | Отчёт | Цмоки-Минск                | 70:71    | ВЭФ              | «Минск-Арена», Минск Зрителей: 2 000 Судьи: Томас Ясявичюс, Марек Малишевский, Сергей Михайлов |
| 25 октября 2014 17:00 | Отчёт | 22:12, 14:14, 20:21, 14:24 |          |                  | «Минск-Арена», Минск Зрителей: 2 000 Судьи: Томас Ясявичюс, Марек Малишевский, Сергей Михайлов |
| 25 октября 2014 17:00 | Отчёт | Рашон Фримен 16            | Очки     | Янис Тимма 24    | «Минск-Арена», Минск Зрителей: 2 000 Судьи: Томас Ясявичюс, Марек Малишевский, Сергей Михайлов |
| 25 октября 2014 17:00 | Отчёт | Рашон Фримен 11            | Подборы  | Бамба Фолл 10    | «Минск-Арена», Минск Зрителей: 2 000 Судьи: Томас Ясявичюс, Марек Малишевский, Сергей Михайлов |
| 25 октября 2014 17:00 | Отчёт | Бранко Миркович 8          | Передачи | Ингус Яковичс 11 | «Минск-Арена», Минск Зрителей: 2 000 Судьи: Томас Ясявичюс, Марек Малишевский, Сергей Михайлов |

| 25 октября 2014 17:00 | Отчёт | Астана                    | 94:76    | Красный Октябрь   | «Сарыарка», Астана Зрителей: 2 480 Судьи: Борис Шульга, Юрис Кокаинис, Петр Ивашков |
| 25 октября 2014 17:00 | Отчёт | 18:8, 24:24, 26:22, 26:22 |          |                   | «Сарыарка», Астана Зрителей: 2 480 Судьи: Борис Шульга, Юрис Кокаинис, Петр Ивашков |
| 25 октября 2014 17:00 | Отчёт | Джекован Браун 24         | Очки     | Дэвид Кеннеди 14  | «Сарыарка», Астана Зрителей: 2 480 Судьи: Борис Шульга, Юрис Кокаинис, Петр Ивашков |
| 25 октября 2014 17:00 | Отчёт | Патрик Калатес 18         | Подборы  | Ромео Трэвис 6    | «Сарыарка», Астана Зрителей: 2 480 Судьи: Борис Шульга, Юрис Кокаинис, Петр Ивашков |
| 25 октября 2014 17:00 | Отчёт | Джерри Джонсон 9          | Передачи | Деандрэ Лиггинс 6 | «Сарыарка», Астана Зрителей: 2 480 Судьи: Борис Шульга, Юрис Кокаинис, Петр Ивашков |

| 26 октября 2014 13:00 | Отчёт | ЦСКА                       | 78:60    | Химки             | УСК ЦСКА, Москва Зрителей: 4 211 Судьи: Сретен Радович, Олег Латышев, Илья Путенко |
| 26 октября 2014 13:00 | Отчёт | 26:13, 17:16, 16:17, 19:14 |          |                   | УСК ЦСКА, Москва Зрителей: 4 211 Судьи: Сретен Радович, Олег Латышев, Илья Путенко |
| 26 октября 2014 13:00 | Отчёт | Милош Теодосич 27          | Очки     | Тайриз Райс 18    | УСК ЦСКА, Москва Зрителей: 4 211 Судьи: Сретен Радович, Олег Латышев, Илья Путенко |
| 26 октября 2014 13:00 | Отчёт | Андрей Воронцевич 9        | Подборы  | Джеймс Огастин 11 | УСК ЦСКА, Москва Зрителей: 4 211 Судьи: Сретен Радович, Олег Латышев, Илья Путенко |
| 26 октября 2014 13:00 | Отчёт | Милош Теодосич 10          | Передачи | Тайриз Райс 4     | УСК ЦСКА, Москва Зрителей: 4 211 Судьи: Сретен Радович, Олег Латышев, Илья Путенко |

| 26 октября 2014 17:00 | Отчёт | Калев                     | 75:71    | Красные крылья      | «Саку Суурхалль», Таллин Зрителей: 1 500 Судьи: Оскарс Лучис, Станислав Кучера, Андрей Шарапа |
| 26 октября 2014 17:00 | Отчёт | 19:9, 23:21, 19:11, 14:30 |          |                     | «Саку Суурхалль», Таллин Зрителей: 1 500 Судьи: Оскарс Лучис, Станислав Кучера, Андрей Шарапа |
| 26 октября 2014 17:00 | Отчёт | Грегор Арбет 24           | Очки     | Каспарс Берзиньш 17 | «Саку Суурхалль», Таллин Зрителей: 1 500 Судьи: Оскарс Лучис, Станислав Кучера, Андрей Шарапа |
| 26 октября 2014 17:00 | Отчёт | Фрэнк Элегар 11           | Подборы  | Кервин Бристол 10   | «Саку Суурхалль», Таллин Зрителей: 1 500 Судьи: Оскарс Лучис, Станислав Кучера, Андрей Шарапа |
| 26 октября 2014 17:00 | Отчёт | Райн Вейдеман 6           | Передачи | Евгений Фидий 4     | «Саку Суурхалль», Таллин Зрителей: 1 500 Судьи: Оскарс Лучис, Станислав Кучера, Андрей Шарапа |

| 27 октября 2014 19:00 | Отчёт | Нижний Новгород                  | 91:85 ОТ | Автодор           | КРК «Нагорный», Нижний Новгород Зрителей: 1 000 Судьи: Антон Махлин, Алексей Давыдов, Сергей Михайлов |
| 27 октября 2014 19:00 | Отчёт | 22:18, 15:21, 22:16, 18:22, 14:8 |          |                   | КРК «Нагорный», Нижний Новгород Зрителей: 1 000 Судьи: Антон Махлин, Алексей Давыдов, Сергей Михайлов |
| 27 октября 2014 19:00 | Отчёт | Артем Параховский 26             | Очки     | Кортни Фортсон 19 | КРК «Нагорный», Нижний Новгород Зрителей: 1 000 Судьи: Антон Махлин, Алексей Давыдов, Сергей Михайлов |
| 27 октября 2014 19:00 | Отчёт | Тейлор Рочести 7                 | Подборы  | Трэвис Петерсон 8 | КРК «Нагорный», Нижний Новгород Зрителей: 1 000 Судьи: Антон Махлин, Алексей Давыдов, Сергей Михайлов |
| 27 октября 2014 19:00 | Отчёт | Тейлор Рочести 4                 | Передачи | Кортни Фортсон 5  | КРК «Нагорный», Нижний Новгород Зрителей: 1 000 Судьи: Антон Махлин, Алексей Давыдов, Сергей Михайлов |

| 18 февраля 2015 20:00 | Отчёт | УНИКС                             | 50:60    | Локомотив-Кубань   | «Баскет-холл», Казань Зрителей: 3 500 Судьи: Милия Воинович, Семён Овинов, Сергей Михайлов |
| 18 февраля 2015 20:00 | Отчёт | 15:13, 12:14, 17:12, 6:21         |          |                    | «Баскет-холл», Казань Зрителей: 3 500 Судьи: Милия Воинович, Семён Овинов, Сергей Михайлов |
| 18 февраля 2015 20:00 | Отчёт | Кит Лэнгфорд, Павел Антипов по 14 | Очки     | Ричард Хендрикс 12 | «Баскет-холл», Казань Зрителей: 3 500 Судьи: Милия Воинович, Семён Овинов, Сергей Михайлов |
| 18 февраля 2015 20:00 | Отчёт | Дъор Фишер 11                     | Подборы  | Ричард Хендрикс 12 | «Баскет-холл», Казань Зрителей: 3 500 Судьи: Милия Воинович, Семён Овинов, Сергей Михайлов |
| 18 февраля 2015 20:00 | Отчёт | Сергей Быков 5                    | Передачи | Мальколм Дилэйни 3 | «Баскет-холл», Казань Зрителей: 3 500 Судьи: Милия Воинович, Семён Овинов, Сергей Михайлов |

## 5 тур
| 31 октября 2014 19:00 | Отчёт | Автодор                    | 100:81   | Цмоки-Минск        | ЛДС «Кристалл», Саратов Зрителей: 2 000 Судьи: Якуб Замойский, Петри Мянтюля, Андрис Аункрогерс |
| 31 октября 2014 19:00 | Отчёт | 23:18, 20:15, 19:19, 38:29 |          |                    | ЛДС «Кристалл», Саратов Зрителей: 2 000 Судьи: Якуб Замойский, Петри Мянтюля, Андрис Аункрогерс |
| 31 октября 2014 19:00 | Отчёт | Кортни Фортсон 18          | Очки     | Бранко Миркович 20 | ЛДС «Кристалл», Саратов Зрителей: 2 000 Судьи: Якуб Замойский, Петри Мянтюля, Андрис Аункрогерс |
| 31 октября 2014 19:00 | Отчёт | Александр Гудумак 9        | Подборы  | Иван Мараш 6       | ЛДС «Кристалл», Саратов Зрителей: 2 000 Судьи: Якуб Замойский, Петри Мянтюля, Андрис Аункрогерс |
| 31 октября 2014 19:00 | Отчёт | Майка Даунс 6              | Передачи | Бранко Миркович 4  | ЛДС «Кристалл», Саратов Зрителей: 2 000 Судьи: Якуб Замойский, Петри Мянтюля, Андрис Аункрогерс |

| 31 октября 2014 19:10 | Отчёт | Енисей                     | 74:95    | Локомотив-Кубань   | Дворец спорта имени Ивана Ярыгина, Красноярск Зрителей: 1 700 Судьи: Антон Махлин, Сергей Круг, Сергей Беляков. Комиссар: Михаил Давыдов |
| 31 октября 2014 19:10 | Отчёт | 17:29, 15:28, 24:14, 18:24 |          |                    | Дворец спорта имени Ивана Ярыгина, Красноярск Зрителей: 1 700 Судьи: Антон Махлин, Сергей Круг, Сергей Беляков. Комиссар: Михаил Давыдов |
| 31 октября 2014 19:10 | Отчёт | Донелл Купер 18            | Очки     | Деррик Браун 16    | Дворец спорта имени Ивана Ярыгина, Красноярск Зрителей: 1 700 Судьи: Антон Махлин, Сергей Круг, Сергей Беляков. Комиссар: Михаил Давыдов |
| 31 октября 2014 19:10 | Отчёт | Донелл Купер 6             | Подборы  | Ричард Хендрикс 12 | Дворец спорта имени Ивана Ярыгина, Красноярск Зрителей: 1 700 Судьи: Антон Махлин, Сергей Круг, Сергей Беляков. Комиссар: Михаил Давыдов |
| 31 октября 2014 19:10 | Отчёт | Донелл Купер 9             | Передачи | Крунослав Симон 11 | Дворец спорта имени Ивана Ярыгина, Красноярск Зрителей: 1 700 Судьи: Антон Махлин, Сергей Круг, Сергей Беляков. Комиссар: Михаил Давыдов |

| 2 ноября 2014 13:00 | Отчёт | Химки                                                                           | 81:76    | Зенит                             | БЦМО, Химки Зрителей: 1 500 Судьи: Урош Обркнезевич, Алексей Давыдов, Евгений Ветров |
| 2 ноября 2014 13:00 | Отчёт | 19:22, 25:16, 14:23, 23:15                                                      |          |                                   | БЦМО, Химки Зрителей: 1 500 Судьи: Урош Обркнезевич, Алексей Давыдов, Евгений Ветров |
| 2 ноября 2014 13:00 | Отчёт | Джеймс Огастин 17                                                               | Очки     | Уолтер Ходж, Евгений Валиев по 19 | БЦМО, Химки Зрителей: 1 500 Судьи: Урош Обркнезевич, Алексей Давыдов, Евгений Ветров |
| 2 ноября 2014 13:00 | Отчёт | Джеймс Огастин 5                                                                | Подборы  | Кайл Лэндри 8                     | БЦМО, Химки Зрителей: 1 500 Судьи: Урош Обркнезевич, Алексей Давыдов, Евгений Ветров |
| 2 ноября 2014 13:00 | Отчёт | Тайриз Райс, Джеймс Огастин, Егор Вяльцев, Жоффре Ловернь, Тайлер Ханикатт по 2 | Передачи | Уолтер Ходж 5                     | БЦМО, Химки Зрителей: 1 500 Судьи: Урош Обркнезевич, Алексей Давыдов, Евгений Ветров |

| 2 ноября 2014 16:00 | Отчёт | Нимбурк                     | 62:81    | УНИКС           | Спортовны Хала, Нимбурк Зрителей: 620 Судьи: Марчин Ковальский, Жденко Зубак, Александр Сирица |
| 2 ноября 2014 16:00 | Отчёт | 19:21, 15:25, 19:19, 9:16   |          |                 | Спортовны Хала, Нимбурк Зрителей: 620 Судьи: Марчин Ковальский, Жденко Зубак, Александр Сирица |
| 2 ноября 2014 16:00 | Отчёт | Дариус Вашингтон 19         | Очки     | Кит Лэнгфорд 21 | Спортовны Хала, Нимбурк Зрителей: 620 Судьи: Марчин Ковальский, Жденко Зубак, Александр Сирица |
| 2 ноября 2014 16:00 | Отчёт | Павел Хуска 8               | Подборы  | Кит Лэнгфорд 6  | Спортовны Хала, Нимбурк Зрителей: 620 Судьи: Марчин Ковальский, Жденко Зубак, Александр Сирица |
| 2 ноября 2014 16:00 | Отчёт | Иржи Велш, Павел Хуска по 3 | Передачи | Кит Лэнгфорд 8  | Спортовны Хала, Нимбурк Зрителей: 620 Судьи: Марчин Ковальский, Жденко Зубак, Александр Сирица |

| 2 ноября 2014 17:30 | Отчёт | Нижний Новгород                         | 95:88    | Астана                                 | КРК «Нагорный», Нижний Новгород Зрителей: 1 500 Судьи: Ааре Халлико, Здравко Рутешич, Андрис Аункрогерс |
| 2 ноября 2014 17:30 | Отчёт | 18:18, 23:27, 28:14, 26:29              |          |                                        | КРК «Нагорный», Нижний Новгород Зрителей: 1 500 Судьи: Ааре Халлико, Здравко Рутешич, Андрис Аункрогерс |
| 2 ноября 2014 17:30 | Отчёт | Артем Параховский, Тейлор Рочести по 20 | Очки     | Джерри Джонсон, Рашид Махалбасич по 20 | КРК «Нагорный», Нижний Новгород Зрителей: 1 500 Судьи: Ааре Халлико, Здравко Рутешич, Андрис Аункрогерс |
| 2 ноября 2014 17:30 | Отчёт | Трэй Томпкинс 12                        | Подборы  | Патрик Калатес 9                       | КРК «Нагорный», Нижний Новгород Зрителей: 1 500 Судьи: Ааре Халлико, Здравко Рутешич, Андрис Аункрогерс |
| 2 ноября 2014 17:30 | Отчёт | Тейлор Рочести 9                        | Передачи | Джерри Джонсон 7                       | КРК «Нагорный», Нижний Новгород Зрителей: 1 500 Судьи: Ааре Халлико, Здравко Рутешич, Андрис Аункрогерс |

| 3 ноября 2014 13:00 | Отчёт | ЦСКА                      | 81:54    | Красный Октябрь                     | УСК ЦСКА, Москва Зрителей: 2 400 Судьи: Урош Обркнежевич, Семён Овинов, Евгений Ветров |
| 3 ноября 2014 13:00 | Отчёт | 12:9, 26:13, 17:12, 26:20 |          |                                     | УСК ЦСКА, Москва Зрителей: 2 400 Судьи: Урош Обркнежевич, Семён Овинов, Евгений Ветров |
| 3 ноября 2014 13:00 | Отчёт | Виталий Фридзон 20        | Очки     | Антон Понкрашов, Ромео Трэвис по 13 | УСК ЦСКА, Москва Зрителей: 2 400 Судьи: Урош Обркнежевич, Семён Овинов, Евгений Ветров |
| 3 ноября 2014 13:00 | Отчёт | Павел Коробков 8          | Подборы  | Ромео Трэвис 9                      | УСК ЦСКА, Москва Зрителей: 2 400 Судьи: Урош Обркнежевич, Семён Овинов, Евгений Ветров |
| 3 ноября 2014 13:00 | Отчёт | Милош Теодосич 6          | Передачи | Антон Понкрашов 6                   | УСК ЦСКА, Москва Зрителей: 2 400 Судьи: Урош Обркнежевич, Семён Овинов, Евгений Ветров |

| 3 ноября 2014 19:30 | Отчёт | ВЭФ                        | 67:70    | Красные крылья    | «Арена Рига», Рига Зрителей: 1 100 Судьи: Эмин Могулкоч, Роман Пономаренко, Вилюс Мачюлайтис |
| 3 ноября 2014 19:30 | Отчёт | 26:15, 15:19, 13:16, 13:20 |          |                   | «Арена Рига», Рига Зрителей: 1 100 Судьи: Эмин Могулкоч, Роман Пономаренко, Вилюс Мачюлайтис |
| 3 ноября 2014 19:30 | Отчёт | Джеральд Робинсон 19       | Очки     | Скотт Рейнолдс 19 | «Арена Рига», Рига Зрителей: 1 100 Судьи: Эмин Могулкоч, Роман Пономаренко, Вилюс Мачюлайтис |
| 3 ноября 2014 19:30 | Отчёт | Кевин Диллард 6            | Подборы  | Кервин Бристол 13 | «Арена Рига», Рига Зрителей: 1 100 Судьи: Эмин Могулкоч, Роман Пономаренко, Вилюс Мачюлайтис |
| 3 ноября 2014 19:30 | Отчёт | Янис Тимма 7               | Передачи | Три игрока по 3   | «Арена Рига», Рига Зрителей: 1 100 Судьи: Эмин Могулкоч, Роман Пономаренко, Вилюс Мачюлайтис |

| 4 ноября 2014 19:00 | Отчёт | Нилан Байзонс                                                   | 79:83    | Калев            | Спортивный центр Лоймаа, Лоймаа Зрителей: 1 260 Судьи: Эмин Могулкоч, Илья Путенко, Роман Пономаренко |
| 4 ноября 2014 19:00 | Отчёт | 26:18, 22:17, 19:23, 12:25                                      |          |                  | Спортивный центр Лоймаа, Лоймаа Зрителей: 1 260 Судьи: Эмин Могулкоч, Илья Путенко, Роман Пономаренко |
| 4 ноября 2014 19:00 | Отчёт | Роопе Ахонен 21                                                 | Очки     | Армандс Шкеле 16 | Спортивный центр Лоймаа, Лоймаа Зрителей: 1 260 Судьи: Эмин Могулкоч, Илья Путенко, Роман Пономаренко |
| 4 ноября 2014 19:00 | Отчёт | Антто Никкаринен, Роопе Ахонен, Аарон Джонсон, Айан Хаммер по 4 | Подборы  | Грегор Арбет 7   | Спортивный центр Лоймаа, Лоймаа Зрителей: 1 260 Судьи: Эмин Могулкоч, Илья Путенко, Роман Пономаренко |
| 4 ноября 2014 19:00 | Отчёт | Аарон Джонсон 5                                                 | Передачи | Скотт Мачадо 6   | Спортивный центр Лоймаа, Лоймаа Зрителей: 1 260 Судьи: Эмин Могулкоч, Илья Путенко, Роман Пономаренко |

## 6 тур
| 8 ноября 2014 17:00 | Отчёт | Автодор                    | 83:98    | ВЭФ                  | ЛДС «Кристалл», Саратов Зрителей: 4 000 Судьи: Ааре Халлико, Александр Сирица, Петр Хруса |
| 8 ноября 2014 17:00 | Отчёт | 28:15, 20:24, 22:34, 13:25 |          |                      | ЛДС «Кристалл», Саратов Зрителей: 4 000 Судьи: Ааре Халлико, Александр Сирица, Петр Хруса |
| 8 ноября 2014 17:00 | Отчёт | Трэвис Петерсон 21         | Очки     | Джеральд Робинсон 32 | ЛДС «Кристалл», Саратов Зрителей: 4 000 Судьи: Ааре Халлико, Александр Сирица, Петр Хруса |
| 8 ноября 2014 17:00 | Отчёт | Трэвис Петерсон 14         | Подборы  | Рональдс Закис 8     | ЛДС «Кристалл», Саратов Зрителей: 4 000 Судьи: Ааре Халлико, Александр Сирица, Петр Хруса |
| 8 ноября 2014 17:00 | Отчёт | Кортни Фортсон 8           | Передачи | Джеральд Робинсон 12 | ЛДС «Кристалл», Саратов Зрителей: 4 000 Судьи: Ааре Халлико, Александр Сирица, Петр Хруса |

| 8 ноября 2014 19:20 | Отчёт | Калев                      | 63:65    | Астана            | «Саку Суурхалль», Таллин Зрителей: 1 500 Судьи: Петри Мянтюля, Алексей Давыдов, Войцех Лишка |
| 8 ноября 2014 19:20 | Отчёт | 13:12, 12:16, 25:22, 13:15 |          |                   | «Саку Суурхалль», Таллин Зрителей: 1 500 Судьи: Петри Мянтюля, Алексей Давыдов, Войцех Лишка |
| 8 ноября 2014 19:20 | Отчёт | Фрэнк Элегар 15            | Очки     | Джерри Джонсон 13 | «Саку Суурхалль», Таллин Зрителей: 1 500 Судьи: Петри Мянтюля, Алексей Давыдов, Войцех Лишка |
| 8 ноября 2014 19:20 | Отчёт | Фрэнк Элегар 16            | Подборы  | Патрик Калатес 9  | «Саку Суурхалль», Таллин Зрителей: 1 500 Судьи: Петри Мянтюля, Алексей Давыдов, Войцех Лишка |
| 8 ноября 2014 19:20 | Отчёт | Скотт Мачадо 8             | Передачи | Джерри Джонсон 4  | «Саку Суурхалль», Таллин Зрителей: 1 500 Судьи: Петри Мянтюля, Алексей Давыдов, Войцех Лишка |

| 9 ноября 2014 16:00 | Отчёт | Нилан Байзонс              | 85:93    | Нимбурк           | Спортивный центр Лоймаа, Лоймаа Зрителей: 657 Судьи: Оскарс Лучис, Игорь Деменков, Войцех Лишка |
| 9 ноября 2014 16:00 | Отчёт | 25:23, 23:19, 18:22, 19:29 |          |                   | Спортивный центр Лоймаа, Лоймаа Зрителей: 657 Судьи: Оскарс Лучис, Игорь Деменков, Войцех Лишка |
| 9 ноября 2014 16:00 | Отчёт | Роопе Ахонен 20            | Очки     | Кристиан Бернс 25 | Спортивный центр Лоймаа, Лоймаа Зрителей: 657 Судьи: Оскарс Лучис, Игорь Деменков, Войцех Лишка |
| 9 ноября 2014 16:00 | Отчёт | Айан Хаммер 12             | Подборы  | Кристиан Бернс 6  | Спортивный центр Лоймаа, Лоймаа Зрителей: 657 Судьи: Оскарс Лучис, Игорь Деменков, Войцех Лишка |
| 9 ноября 2014 16:00 | Отчёт | Аарон Джонсон 10           | Передачи | Иржи Велш 6       | Спортивный центр Лоймаа, Лоймаа Зрителей: 657 Судьи: Оскарс Лучис, Игорь Деменков, Войцех Лишка |

| 9 ноября 2014 19:30 | Отчёт | Цмоки-Минск                         | 58:97    | Зенит              | «Минск-Арена», Минск Зрителей: 1 000 Судьи: Борис Рыжик, Гинтарас Виткаускас, Владислав Исаченко |
| 9 ноября 2014 19:30 | Отчёт | 12:29, 12:22, 14:28, 20:18          |          |                    | «Минск-Арена», Минск Зрителей: 1 000 Судьи: Борис Рыжик, Гинтарас Виткаускас, Владислав Исаченко |
| 9 ноября 2014 19:30 | Отчёт | Реджер Дауэлл, Виталий Лютыч по 12  | Очки     | Кайл Лэндри 18     | «Минск-Арена», Минск Зрителей: 1 000 Судьи: Борис Рыжик, Гинтарас Виткаускас, Владислав Исаченко |
| 9 ноября 2014 19:30 | Отчёт | Иван Мараш 9                        | Подборы  | Дмитрий Кулагин 8  | «Минск-Арена», Минск Зрителей: 1 000 Судьи: Борис Рыжик, Гинтарас Виткаускас, Владислав Исаченко |
| 9 ноября 2014 19:30 | Отчёт | Павел Ульянко, Бранко Миркович по 3 | Передачи | Дмитрий Кулагин 12 | «Минск-Арена», Минск Зрителей: 1 000 Судьи: Борис Рыжик, Гинтарас Виткаускас, Владислав Исаченко |

| 9 ноября 2014 17:30 | Отчёт | Локомотив-Кубань           | 67:87    | Химки                        | «Баскет-холл», Краснодар Зрителей: 4 399 Судьи: Милия Воинович, Роберт Виклицкий, Семен Овинов |
| 9 ноября 2014 17:30 | Отчёт | 14:17, 17:21, 11:21, 25:28 |          |                              | «Баскет-холл», Краснодар Зрителей: 4 399 Судьи: Милия Воинович, Роберт Виклицкий, Семен Овинов |
| 9 ноября 2014 17:30 | Отчёт | Малькольм Дилейни 20       | Очки     | Тайриз Райс 24               | «Баскет-холл», Краснодар Зрителей: 4 399 Судьи: Милия Воинович, Роберт Виклицкий, Семен Овинов |
| 9 ноября 2014 17:30 | Отчёт | Ричард Хендрикс 8          | Подборы  | Егор Вяльцев, Пол Дэвис по 6 | «Баскет-холл», Краснодар Зрителей: 4 399 Судьи: Милия Воинович, Роберт Виклицкий, Семен Овинов |
| 9 ноября 2014 17:30 | Отчёт | Аарон Майлз 4              | Передачи | Марко Попович 6              | «Баскет-холл», Краснодар Зрителей: 4 399 Судьи: Милия Воинович, Роберт Виклицкий, Семен Овинов |

| 9 ноября 2014 17:00 | Отчёт | ЦСКА                              | 92:51    | Красные крылья                     | УСК ЦСКА, Москва Зрителей: 1 700 Судьи: Арнис Озолс, Сергей Михайлов, Илья Путенко |
| 9 ноября 2014 17:00 | Отчёт | 23:6, 29:16, 12:15, 28:14         |          |                                    | УСК ЦСКА, Москва Зрителей: 1 700 Судьи: Арнис Озолс, Сергей Михайлов, Илья Путенко |
| 9 ноября 2014 17:00 | Отчёт | Павел Коробков 15                 | Очки     | Каспарс Берзиньш 14                | УСК ЦСКА, Москва Зрителей: 1 700 Судьи: Арнис Озолс, Сергей Михайлов, Илья Путенко |
| 9 ноября 2014 17:00 | Отчёт | Аарон Джексон 7                   | Подборы  | Кервин Бристол, Каспарс Берзиньш 6 | УСК ЦСКА, Москва Зрителей: 1 700 Судьи: Арнис Озолс, Сергей Михайлов, Илья Путенко |
| 9 ноября 2014 17:00 | Отчёт | Аарон Джексон, Иван Стребков по 4 | Передачи | Андрей Матеюнас 6                  | УСК ЦСКА, Москва Зрителей: 1 700 Судьи: Арнис Озолс, Сергей Михайлов, Илья Путенко |

| 10 ноября 2014 20:00 | Отчёт | УНИКС                                                  | 78:89    | Нижний Новгород   | «Баскет-холл», Казань Зрителей: 1 500 Судьи: Саша Марчич, Илья Путенко, Сергей Михайлов |
| 10 ноября 2014 20:00 | Отчёт | 20:21, 17:24, 19:26, 22:18                             |          |                   | «Баскет-холл», Казань Зрителей: 1 500 Судьи: Саша Марчич, Илья Путенко, Сергей Михайлов |
| 10 ноября 2014 20:00 | Отчёт | Кит Лэнгфорд, Костас Каймакоглу, Кертис Джерреллс по 5 | Очки     | Тейлор Рочести 22 | «Баскет-холл», Казань Зрителей: 1 500 Судьи: Саша Марчич, Илья Путенко, Сергей Михайлов |
| 10 ноября 2014 20:00 | Отчёт | Джеймс Уайт 7                                          | Подборы  | Трэй Томпкинс 11  | «Баскет-холл», Казань Зрителей: 1 500 Судьи: Саша Марчич, Илья Путенко, Сергей Михайлов |
| 10 ноября 2014 20:00 | Отчёт | Кит Лэнгфорд, Сергей Быков по 4                        | Передачи | Тейлор Рочести 5  | «Баскет-холл», Казань Зрителей: 1 500 Судьи: Саша Марчич, Илья Путенко, Сергей Михайлов |

| 15 апреля 2015 19:00 | Отчёт | Красный Октябрь            | 86:92    | Енисей                              | Дворец спорта волгоградских профсоюзов, Волгоград Зрителей: 2 017 Судьи: Семён Овинов, Сергей Михайлов, Александр Романов |
| 15 апреля 2015 19:00 | Отчёт | 27:24, 20:22, 19:18, 20:28 |          |                                     | Дворец спорта волгоградских профсоюзов, Волгоград Зрителей: 2 017 Судьи: Семён Овинов, Сергей Михайлов, Александр Романов |
| 15 апреля 2015 19:00 | Отчёт | Ламонт Хэмилтон 27         | Очки     | Элмедин Киканович, Сава Лешич по 22 | Дворец спорта волгоградских профсоюзов, Волгоград Зрителей: 2 017 Судьи: Семён Овинов, Сергей Михайлов, Александр Романов |
| 15 апреля 2015 19:00 | Отчёт | Ламонт Хэмилтон 13         | Подборы  | Сава Лешич 14                       | Дворец спорта волгоградских профсоюзов, Волгоград Зрителей: 2 017 Судьи: Семён Овинов, Сергей Михайлов, Александр Романов |
| 15 апреля 2015 19:00 | Отчёт | Дональд МакГрэт 8          | Передачи | Донелл Купер 11                     | Дворец спорта волгоградских профсоюзов, Волгоград Зрителей: 2 017 Судьи: Семён Овинов, Сергей Михайлов, Александр Романов |

## 7 тур
| 15 ноября 2014 17:00 | Отчёт | Астана                     | 86:85    | Автодор            | «Сарыарка», Астана Зрителей: 1 450 Судьи: Сергей Защук, Танел Суслов, Андрей Шарапа |
| 15 ноября 2014 17:00 | Отчёт | 23:26, 22:21, 25:16, 16:22 |          |                    | «Сарыарка», Астана Зрителей: 1 450 Судьи: Сергей Защук, Танел Суслов, Андрей Шарапа |
| 15 ноября 2014 17:00 | Отчёт | Джекован Браун 21          | Очки     | Джереми Шаппелл 19 | «Сарыарка», Астана Зрителей: 1 450 Судьи: Сергей Защук, Танел Суслов, Андрей Шарапа |
| 15 ноября 2014 17:00 | Отчёт | Патрик Калатес 11          | Подборы  | Кирилл Фесенко 12  | «Сарыарка», Астана Зрителей: 1 450 Судьи: Сергей Защук, Танел Суслов, Андрей Шарапа |
| 15 ноября 2014 17:00 | Отчёт | Джерри Джонсон 12          | Передачи | Кортни Фортсон 7   | «Сарыарка», Астана Зрителей: 1 450 Судьи: Сергей Защук, Танел Суслов, Андрей Шарапа |

| 16 ноября 2014 14:00 | Отчёт | Красные крылья             | 59:52    | УНИКС              | «МТЛ-Арена», Самара Зрителей: 1 500 Судьи: Семён Овинов, Игорь Деменков, Евгений Островский |
| 16 ноября 2014 14:00 | Отчёт | 17:14, 18:17, 10:11, 14:10 |          |                    | «МТЛ-Арена», Самара Зрителей: 1 500 Судьи: Семён Овинов, Игорь Деменков, Евгений Островский |
| 16 ноября 2014 14:00 | Отчёт | Сергей Топоров 16          | Очки     | Кит Лэнгфорд 16    | «МТЛ-Арена», Самара Зрителей: 1 500 Судьи: Семён Овинов, Игорь Деменков, Евгений Островский |
| 16 ноября 2014 14:00 | Отчёт | Кервин Бристол 14          | Подборы  | Кит Лэнгфорд 8     | «МТЛ-Арена», Самара Зрителей: 1 500 Судьи: Семён Овинов, Игорь Деменков, Евгений Островский |
| 16 ноября 2014 14:00 | Отчёт | Скотт Рэйнольдс 8          | Передачи | Кертис Джерреллс 5 | «МТЛ-Арена», Самара Зрителей: 1 500 Судьи: Семён Овинов, Игорь Деменков, Евгений Островский |

| 16 ноября 2014 16:00 | Отчёт | Нимбурк                    | 71:74    | Красный Октябрь    | Спортовны Хала, Нимбурк Зрителей: 750 Судьи: Дамир Явор, Сашо Петек, Милан Бржак |
| 16 ноября 2014 16:00 | Отчёт | 21:17, 18:18, 14:10, 18:29 |          |                    | Спортовны Хала, Нимбурк Зрителей: 750 Судьи: Дамир Явор, Сашо Петек, Милан Бржак |
| 16 ноября 2014 16:00 | Отчёт | Дариус Вашингтон 17        | Очки     | Рэнди Калпеппер 28 | Спортовны Хала, Нимбурк Зрителей: 750 Судьи: Дамир Явор, Сашо Петек, Милан Бржак |
| 16 ноября 2014 16:00 | Отчёт | Кристиан Бернс 7           | Подборы  | Ромео Трэвис 8     | Спортовны Хала, Нимбурк Зрителей: 750 Судьи: Дамир Явор, Сашо Петек, Милан Бржак |
| 16 ноября 2014 16:00 | Отчёт | Иржи Велш 6                | Передачи | Ромео Трэвис 5     | Спортовны Хала, Нимбурк Зрителей: 750 Судьи: Дамир Явор, Сашо Петек, Милан Бржак |

| 16 ноября 2014 17:00 | Отчёт | Химки                                    | 94:73    | Нилан Байзонс                     | БЦМО, Химки Зрителей: 2 500 Судьи: Борис Рыжик, Пётр Ивашков, Артурас Шукис |
| 16 ноября 2014 17:00 | Отчёт | 18:19, 26:18, 21:18, 29:18               |          |                                   | БЦМО, Химки Зрителей: 2 500 Судьи: Борис Рыжик, Пётр Ивашков, Артурас Шукис |
| 16 ноября 2014 17:00 | Отчёт | Джеймс Огастин, Марко Попович по 19      | Очки     | Трэвис Нельсон, Айан Хаммер по 18 | БЦМО, Химки Зрителей: 2 500 Судьи: Борис Рыжик, Пётр Ивашков, Артурас Шукис |
| 16 ноября 2014 17:00 | Отчёт | Станислав Ильницкий, Жоффре Ловернь по 8 | Подборы  | Айан Хаммер 7                     | БЦМО, Химки Зрителей: 2 500 Судьи: Борис Рыжик, Пётр Ивашков, Артурас Шукис |
| 16 ноября 2014 17:00 | Отчёт | Тайриз Райс 9                            | Передачи | Аарон Джонсон 7                   | БЦМО, Химки Зрителей: 2 500 Судьи: Борис Рыжик, Пётр Ивашков, Артурас Шукис |

| 16 ноября 2014 18:00 | Отчёт | Нижний Новгород            | 71:60    | Локомотив-Кубань | КРК «Нагорный», Нижний Новгород Зрителей: 750 Судьи: Антон Махлин, Сергей Круг, Алексей Давыдов |
| 16 ноября 2014 18:00 | Отчёт | 14:14, 14:13, 25:21, 18:12 |          |                  | КРК «Нагорный», Нижний Новгород Зрителей: 750 Судьи: Антон Махлин, Сергей Круг, Алексей Давыдов |
| 16 ноября 2014 18:00 | Отчёт | Теренс Кинси 16            | Очки     | Деррик Браун 22  | КРК «Нагорный», Нижний Новгород Зрителей: 750 Судьи: Антон Махлин, Сергей Круг, Алексей Давыдов |
| 16 ноября 2014 18:00 | Отчёт | Трэй Томпкинс 11           | Подборы  | Деррик Браун 10  | КРК «Нагорный», Нижний Новгород Зрителей: 750 Судьи: Антон Махлин, Сергей Круг, Алексей Давыдов |
| 16 ноября 2014 18:00 | Отчёт | Семён Антонов 6            | Передачи | Аарон Майлз 5    | КРК «Нагорный», Нижний Новгород Зрителей: 750 Судьи: Антон Махлин, Сергей Круг, Алексей Давыдов |

| 16 ноября 2014 18:00 | Отчёт | Зенит                      | 79:69    | Калев                | «Сибур Арена», Санкт-Петербург Зрителей: 3 800 Судьи: Роберт Виклицкий, Юрис Кокаинис, Виллюс Мачюлайтис |
| 16 ноября 2014 18:00 | Отчёт | 17:19, 13:17, 18:18, 31:15 |          |                      | «Сибур Арена», Санкт-Петербург Зрителей: 3 800 Судьи: Роберт Виклицкий, Юрис Кокаинис, Виллюс Мачюлайтис |
| 16 ноября 2014 18:00 | Отчёт | Уолтер Ходж 19             | Очки     | Роландс Фрейманис 22 | «Сибур Арена», Санкт-Петербург Зрителей: 3 800 Судьи: Роберт Виклицкий, Юрис Кокаинис, Виллюс Мачюлайтис |
| 16 ноября 2014 18:00 | Отчёт | Деян Боровняк 12           | Подборы  | Фрэнк Элегар 16      | «Сибур Арена», Санкт-Петербург Зрителей: 3 800 Судьи: Роберт Виклицкий, Юрис Кокаинис, Виллюс Мачюлайтис |
| 16 ноября 2014 18:00 | Отчёт | Уолтер Ходж 7              | Передачи | Скотт Мачадо 7       | «Сибур Арена», Санкт-Петербург Зрителей: 3 800 Судьи: Роберт Виклицкий, Юрис Кокаинис, Виллюс Мачюлайтис |

| 16 ноября 2014 19:10 | Отчёт | Енисей                                  | 88:94    | Цмоки-Минск        | Дворец спорта имени Ивана Ярыгина, Красноярск Зрителей: 1 400 Судьи: Арнис Озолс, Ааре Халлико, Сергей Чайковский |
| 16 ноября 2014 19:10 | Отчёт | 28:28, 33:20, 15:23, 12:23              |          |                    | Дворец спорта имени Ивана Ярыгина, Красноярск Зрителей: 1 400 Судьи: Арнис Озолс, Ааре Халлико, Сергей Чайковский |
| 16 ноября 2014 19:10 | Отчёт | Элмедин Киканович, Артём Яковенко по 15 | Очки     | Бранко Миркович 25 | Дворец спорта имени Ивана Ярыгина, Красноярск Зрителей: 1 400 Судьи: Арнис Озолс, Ааре Халлико, Сергей Чайковский |
| 16 ноября 2014 19:10 | Отчёт | Артём Яковенко 7                        | Подборы  | Иван Мараш 9       | Дворец спорта имени Ивана Ярыгина, Красноярск Зрителей: 1 400 Судьи: Арнис Озолс, Ааре Халлико, Сергей Чайковский |
| 16 ноября 2014 19:10 | Отчёт | Донелл Купер 11                         | Передачи | Бранко Миркович 7  | Дворец спорта имени Ивана Ярыгина, Красноярск Зрителей: 1 400 Судьи: Арнис Озолс, Ааре Халлико, Сергей Чайковский |

| 17 ноября 2014 19:00 | Отчёт | ВЭФ                                | 72:87    | ЦСКА                             | «Арена Рига», Рига Зрителей: 2 500 Судьи: Борис Рыжик, Юргис Лавринавичюс, Петри Мантюля |
| 17 ноября 2014 19:00 | Отчёт | 10:19, 13:23, 27:18, 22:27         |          |                                  | «Арена Рига», Рига Зрителей: 2 500 Судьи: Борис Рыжик, Юргис Лавринавичюс, Петри Мантюля |
| 17 ноября 2014 19:00 | Отчёт | Джеральд Робинсон 18               | Очки     | Андрей Воронцевич 20             | «Арена Рига», Рига Зрителей: 2 500 Судьи: Борис Рыжик, Юргис Лавринавичюс, Петри Мантюля |
| 17 ноября 2014 19:00 | Отчёт | Янис Тимма 5                       | Подборы  | Виталий Фридзон 6                | «Арена Рига», Рига Зрителей: 2 500 Судьи: Борис Рыжик, Юргис Лавринавичюс, Петри Мантюля |
| 17 ноября 2014 19:00 | Отчёт | Янис Тимма, Джеральд Робинсон по 7 | Передачи | Виталий Фридзон, Сонни Уимс по 6 | «Арена Рига», Рига Зрителей: 2 500 Судьи: Борис Рыжик, Юргис Лавринавичюс, Петри Мантюля |

## 8 тур
| 22 ноября 2014 16:00 | Отчёт | Нилан Байзонс              | 69:82    | Красный Октябрь    | Спортивный центр Лоймаа, Лоймаа Зрителей: 737 Судьи: Илия Белошевич, Ингус Бауманис, Март Уэхендрик |
| 22 ноября 2014 16:00 | Отчёт | 16:25, 19:16, 23:16, 11:25 |          |                    | Спортивный центр Лоймаа, Лоймаа Зрителей: 737 Судьи: Илия Белошевич, Ингус Бауманис, Март Уэхендрик |
| 22 ноября 2014 16:00 | Отчёт | Антто Никкаринен 16        | Очки     | Рэнди Калпеппер 23 | Спортивный центр Лоймаа, Лоймаа Зрителей: 737 Судьи: Илия Белошевич, Ингус Бауманис, Март Уэхендрик |
| 22 ноября 2014 16:00 | Отчёт | Энтони Хиллиард 13         | Подборы  | Ромео Трэвис 7     | Спортивный центр Лоймаа, Лоймаа Зрителей: 737 Судьи: Илия Белошевич, Ингус Бауманис, Март Уэхендрик |
| 22 ноября 2014 16:00 | Отчёт | Аарон Джонсон 7            | Передачи | Рэнди Калпеппер 6  | Спортивный центр Лоймаа, Лоймаа Зрителей: 737 Судьи: Илия Белошевич, Ингус Бауманис, Март Уэхендрик |

| 22 ноября 2014 17:00 | Отчёт | Локомотив-Кубань           | 91:59    | Красные крылья    | «Баскет-холл», Краснодар Зрителей: 1 877 Судьи: Александар Глишич, Евгений Ветров, Александр Романов |
| 22 ноября 2014 17:00 | Отчёт | 25:12, 32:13, 17:20, 17:14 |          |                   | «Баскет-холл», Краснодар Зрителей: 1 877 Судьи: Александар Глишич, Евгений Ветров, Александр Романов |
| 22 ноября 2014 17:00 | Отчёт | Никита Курбанов 16         | Очки     | Сергей Топоров 12 | «Баскет-холл», Краснодар Зрителей: 1 877 Судьи: Александар Глишич, Евгений Ветров, Александр Романов |
| 22 ноября 2014 17:00 | Отчёт | Деррик Браун 6             | Подборы  | Кервин Бристол 19 | «Баскет-холл», Краснодар Зрителей: 1 877 Судьи: Александар Глишич, Евгений Ветров, Александр Романов |
| 22 ноября 2014 17:00 | Отчёт | Максим Колюшкин 6          | Передачи | Скотт Рейнолдс 7  | «Баскет-холл», Краснодар Зрителей: 1 877 Судьи: Александар Глишич, Евгений Ветров, Александр Романов |

| 23 ноября 2014 13:00 | Отчёт | ЦСКА                       | 89:63    | Астана              | УСК ЦСКА, Москва Зрителей: 2 500 Судьи: Роберт Виклицкий, Александар Глишич, Юрий Игнатьев |
| 23 ноября 2014 13:00 | Отчёт | 22:16, 19:13, 27:16, 21:18 |          |                     | УСК ЦСКА, Москва Зрителей: 2 500 Судьи: Роберт Виклицкий, Александар Глишич, Юрий Игнатьев |
| 23 ноября 2014 13:00 | Отчёт | Андрей Воронцевич 15       | Очки     | Джекован Браун 20   | УСК ЦСКА, Москва Зрителей: 2 500 Судьи: Роберт Виклицкий, Александар Глишич, Юрий Игнатьев |
| 23 ноября 2014 13:00 | Отчёт | Кайл Хайнс 8               | Подборы  | Рашид Махалбасич 10 | УСК ЦСКА, Москва Зрителей: 2 500 Судьи: Роберт Виклицкий, Александар Глишич, Юрий Игнатьев |
| 23 ноября 2014 13:00 | Отчёт | Сонни Уимз 7               | Передачи | Джерри Джонсон 8    | УСК ЦСКА, Москва Зрителей: 2 500 Судьи: Роберт Виклицкий, Александар Глишич, Юрий Игнатьев |

| 23 ноября 2014 16:00 | Отчёт | Нимбурк                    | 79:65    | Цмоки-Минск                    | Спортовны Хала, Нимбурк Зрителей: 538 Судьи: Милош Колеснич, Борис Габара, Сергей Беляков |
| 23 ноября 2014 16:00 | Отчёт | 24:17, 20:16, 15:11, 20:21 |          |                                | Спортовны Хала, Нимбурк Зрителей: 538 Судьи: Милош Колеснич, Борис Габара, Сергей Беляков |
| 23 ноября 2014 16:00 | Отчёт | Кристиан Бернс 18          | Очки     | Иван Мараш, Рашон Фримен по 12 | Спортовны Хала, Нимбурк Зрителей: 538 Судьи: Милош Колеснич, Борис Габара, Сергей Беляков |
| 23 ноября 2014 16:00 | Отчёт | Кристиан Бернс 7           | Подборы  | Иван Мараш 9                   | Спортовны Хала, Нимбурк Зрителей: 538 Судьи: Милош Колеснич, Борис Габара, Сергей Беляков |
| 23 ноября 2014 16:00 | Отчёт | Иржи Велш 4                | Передачи | Алекс Гордон 5                 | Спортовны Хала, Нимбурк Зрителей: 538 Судьи: Милош Колеснич, Борис Габара, Сергей Беляков |

| 23 ноября 2014 17:00 | Отчёт | Калев                      | 66:111   | Енисей                              | «Саку Суурхалль», Таллин Зрителей: 1 900 Судьи: Илия Белошевич, Якуб Замойски, Ингус Бауманис |
| 23 ноября 2014 17:00 | Отчёт | 19:28, 17:35, 16:18, 14:30 |          |                                     | «Саку Суурхалль», Таллин Зрителей: 1 900 Судьи: Илия Белошевич, Якуб Замойски, Ингус Бауманис |
| 23 ноября 2014 17:00 | Отчёт | Фрэнк Элегар 14            | Очки     | Вячеслав Зайцев, Террико Уайт по 18 | «Саку Суурхалль», Таллин Зрителей: 1 900 Судьи: Илия Белошевич, Якуб Замойски, Ингус Бауманис |
| 23 ноября 2014 17:00 | Отчёт | Фрэнк Элегар 7             | Подборы  | Евгений Колесников 7                | «Саку Суурхалль», Таллин Зрителей: 1 900 Судьи: Илия Белошевич, Якуб Замойски, Ингус Бауманис |
| 23 ноября 2014 17:00 | Отчёт | Скотт Мачадо 8             | Передачи | Ди Джей Купер 6                     | «Саку Суурхалль», Таллин Зрителей: 1 900 Судьи: Илия Белошевич, Якуб Замойски, Ингус Бауманис |

| 23 ноября 2014 18:00 | Отчёт | УНИКС                                            | 64:52    | ВЭФ                  | «Баскет-холл», Казань Зрителей: 3 000 Судьи: Ааре Халико, Сергей Чайковский, Андрей Шарапа |
| 23 ноября 2014 18:00 | Отчёт | 15:16, 15:13, 20:19, 14:4                        |          |                      | «Баскет-холл», Казань Зрителей: 3 000 Судьи: Ааре Халико, Сергей Чайковский, Андрей Шарапа |
| 23 ноября 2014 18:00 | Отчёт | Кит Лэнгфорд 18                                  | Очки     | Джеральд Робинсон 12 | «Баскет-холл», Казань Зрителей: 3 000 Судьи: Ааре Халико, Сергей Чайковский, Андрей Шарапа |
| 23 ноября 2014 18:00 | Отчёт | Костас Каймакоглу 9                              | Подборы  | Бамба Фолл 13        | «Баскет-холл», Казань Зрителей: 3 000 Судьи: Ааре Халико, Сергей Чайковский, Андрей Шарапа |
| 23 ноября 2014 18:00 | Отчёт | Никос Зисис, Сергей Быков, Виктор Саникидзе по 3 | Передачи | Ингус Яховичс 5      | «Баскет-холл», Казань Зрителей: 3 000 Судьи: Ааре Халико, Сергей Чайковский, Андрей Шарапа |

| 23 ноября 2014 19:00 | Отчёт | Автодор                    | 93:83    | Зенит          | ЛДС «Кристалл», Саратов Зрителей: 3 000 Судьи: Сергей Круг, Сергей Михайлов, Геннадий Пономарёв |
| 23 ноября 2014 19:00 | Отчёт | 29:12, 24:25, 21:29, 19:17 |          |                | ЛДС «Кристалл», Саратов Зрителей: 3 000 Судьи: Сергей Круг, Сергей Михайлов, Геннадий Пономарёв |
| 23 ноября 2014 19:00 | Отчёт | Кортни Фортсон 30          | Очки     | Уолтер Ходж 20 | ЛДС «Кристалл», Саратов Зрителей: 3 000 Судьи: Сергей Круг, Сергей Михайлов, Геннадий Пономарёв |
| 23 ноября 2014 19:00 | Отчёт | Кортни Фортсон 8           | Подборы  | Кайл Лэндри 9  | ЛДС «Кристалл», Саратов Зрителей: 3 000 Судьи: Сергей Круг, Сергей Михайлов, Геннадий Пономарёв |
| 23 ноября 2014 19:00 | Отчёт | Кортни Фортсон 9           | Передачи | Уолтер Ходж 8  | ЛДС «Кристалл», Саратов Зрителей: 3 000 Судьи: Сергей Круг, Сергей Михайлов, Геннадий Пономарёв |

| 15 апреля 2015 19:30 | Отчёт | Химки                      | 86:82    | Нижний Новгород  | БЦМО, Химки Зрителей: 1 350 Судьи: Милия Воинович, Илья Путенко, Алексей Давыдов |
| 15 апреля 2015 19:30 | Отчёт | 16:23, 25:17, 22:27, 23:15 |          |                  | БЦМО, Химки Зрителей: 1 350 Судьи: Милия Воинович, Илья Путенко, Алексей Давыдов |
| 15 апреля 2015 19:30 | Отчёт | Петтери Копонен 22         | Очки     | Семён Антонов 19 | БЦМО, Химки Зрителей: 1 350 Судьи: Милия Воинович, Илья Путенко, Алексей Давыдов |
| 15 апреля 2015 19:30 | Отчёт | Пол Дэвис 7                | Подборы  | 3 игрока по 6    | БЦМО, Химки Зрителей: 1 350 Судьи: Милия Воинович, Илья Путенко, Алексей Давыдов |
| 15 апреля 2015 19:30 | Отчёт | Тайрис Райс 6              | Передачи | Теренс Кинси 8   | БЦМО, Химки Зрителей: 1 350 Судьи: Милия Воинович, Илья Путенко, Алексей Давыдов |

## 9 тур
| 29 ноября 2014 19:10 | Отчёт | Енисей                     | 90:85    | Автодор              | Дворец спорта имени Ивана Ярыгина, Красноярск Зрителей: 1 000 Судьи: Антон Махлин, Игорь Деменков, Юрий Зинкевич |
| 29 ноября 2014 19:10 | Отчёт | 25:24, 16:21, 26:22, 23:18 |          |                      | Дворец спорта имени Ивана Ярыгина, Красноярск Зрителей: 1 000 Судьи: Антон Махлин, Игорь Деменков, Юрий Зинкевич |
| 29 ноября 2014 19:10 | Отчёт | Сава Лешич 16              | Очки     | Кортни Фортсон 26    | Дворец спорта имени Ивана Ярыгина, Красноярск Зрителей: 1 000 Судьи: Антон Махлин, Игорь Деменков, Юрий Зинкевич |
| 29 ноября 2014 19:10 | Отчёт | Сава Лешич 9               | Подборы  | Александр Гудумак 10 | Дворец спорта имени Ивана Ярыгина, Красноярск Зрителей: 1 000 Судьи: Антон Махлин, Игорь Деменков, Юрий Зинкевич |
| 29 ноября 2014 19:10 | Отчёт | Ди Джей Купер 6            | Передачи | Кортни Фортсон 7     | Дворец спорта имени Ивана Ярыгина, Красноярск Зрителей: 1 000 Судьи: Антон Махлин, Игорь Деменков, Юрий Зинкевич |

| 30 ноября 2014 16:00 | Отчёт | Красный Октябрь                   | 92:88 ОТ | Цмоки-Минск        | Дворец спорта волгоградских профсоюзов, Волгоград Зрителей: 2 637 Судьи: Юргис Лавринавичюс, Ааре Халлико, Юрис Кокаинис |
| 30 ноября 2014 16:00 | Отчёт | 18:14, 21:23, 27:16, 10:23, 16:12 |          |                    | Дворец спорта волгоградских профсоюзов, Волгоград Зрителей: 2 637 Судьи: Юргис Лавринавичюс, Ааре Халлико, Юрис Кокаинис |
| 30 ноября 2014 16:00 | Отчёт | Виктор Катберт 25                 | Очки     | Бранко Миркович 27 | Дворец спорта волгоградских профсоюзов, Волгоград Зрителей: 2 637 Судьи: Юргис Лавринавичюс, Ааре Халлико, Юрис Кокаинис |
| 30 ноября 2014 16:00 | Отчёт | Ромео Трэвис 9                    | Подборы  | Иван Мараш 8       | Дворец спорта волгоградских профсоюзов, Волгоград Зрителей: 2 637 Судьи: Юргис Лавринавичюс, Ааре Халлико, Юрис Кокаинис |
| 30 ноября 2014 16:00 | Отчёт | Деандре Лиггинс 9                 | Передачи | Бранко Миркович 7  | Дворец спорта волгоградских профсоюзов, Волгоград Зрителей: 2 637 Судьи: Юргис Лавринавичюс, Ааре Халлико, Юрис Кокаинис |

| 30 ноября 2014 17:00 | Отчёт | ВЭФ                                                   | 72:80    | Локомотив-Кубань  | «Арена Рига», Рига Зрителей: 800 Судьи: Саша Марчич, Вацлав Люкес, Войцех Лишка |
| 30 ноября 2014 17:00 | Отчёт | 20:17, 18:24, 18:20, 16:19                            |          |                   | «Арена Рига», Рига Зрителей: 800 Судьи: Саша Марчич, Вацлав Люкес, Войцех Лишка |
| 30 ноября 2014 17:00 | Отчёт | Джеральд Робинсон 18                                  | Очки     | Деррик Браун 21   | «Арена Рига», Рига Зрителей: 800 Судьи: Саша Марчич, Вацлав Люкес, Войцех Лишка |
| 30 ноября 2014 17:00 | Отчёт | Марекс Мейерис, Ингус Яковичс, Артурс Стрелниекс по 5 | Подборы  | Деррик Браун 10   | «Арена Рига», Рига Зрителей: 800 Судьи: Саша Марчич, Вацлав Люкес, Войцех Лишка |
| 30 ноября 2014 17:00 | Отчёт | Джеральд Робинсон 7                                   | Передачи | Евгений Воронов 9 | «Арена Рига», Рига Зрителей: 800 Судьи: Саша Марчич, Вацлав Люкес, Войцех Лишка |

| 30 ноября 2014 17:00 | Отчёт | Красные крылья             | 95:102   | Химки                                           | «МТЛ-Арена», Самара Зрителей: 1 600 Судьи: Петри Мянтюля, Алексей Давыдов, Сергей Беляков |
| 30 ноября 2014 17:00 | Отчёт | 25:28, 20:25, 27:16, 23:33 |          |                                                 | «МТЛ-Арена», Самара Зрителей: 1 600 Судьи: Петри Мянтюля, Алексей Давыдов, Сергей Беляков |
| 30 ноября 2014 17:00 | Отчёт | Каспарс Берзиньш 24        | Очки     | Петтери Копонен 24                              | «МТЛ-Арена», Самара Зрителей: 1 600 Судьи: Петри Мянтюля, Алексей Давыдов, Сергей Беляков |
| 30 ноября 2014 17:00 | Отчёт | Каспарс Берзиньш 10        | Подборы  | Марко Попович, Сергей Моня, Жоффре Ловернь по 4 | «МТЛ-Арена», Самара Зрителей: 1 600 Судьи: Петри Мянтюля, Алексей Давыдов, Сергей Беляков |
| 30 ноября 2014 17:00 | Отчёт | Скотт Рейнолдс 9           | Передачи | Марко Попович, Тайрис Райс по 5                 | «МТЛ-Арена», Самара Зрителей: 1 600 Судьи: Петри Мянтюля, Алексей Давыдов, Сергей Беляков |

| 30 ноября 2014 17:00 | Отчёт | Калев                      | 77:70    | Нимбурк           | «Саку Суурхалль», Таллин Зрителей: 1 250 Судьи: Борис Рыжик, Андрей Шарапа, Алексей Чудин |
| 30 ноября 2014 17:00 | Отчёт | 19:15, 33:26, 13:14, 12:15 |          |                   | «Саку Суурхалль», Таллин Зрителей: 1 250 Судьи: Борис Рыжик, Андрей Шарапа, Алексей Чудин |
| 30 ноября 2014 17:00 | Отчёт | Фрэнк Элегар 21            | Очки     | Честер Симмонс 20 | «Саку Суурхалль», Таллин Зрителей: 1 250 Судьи: Борис Рыжик, Андрей Шарапа, Алексей Чудин |
| 30 ноября 2014 17:00 | Отчёт | Фрэнк Элегар 14            | Подборы  | Петр Бенда 8      | «Саку Суурхалль», Таллин Зрителей: 1 250 Судьи: Борис Рыжик, Андрей Шарапа, Алексей Чудин |
| 30 ноября 2014 17:00 | Отчёт | Скотт Мачадо 9             | Передачи | Честер Симмонс 4  | «Саку Суурхалль», Таллин Зрителей: 1 250 Судьи: Борис Рыжик, Андрей Шарапа, Алексей Чудин |

| 30 ноября 2014 18:00 | Отчёт | Зенит                      | 57:81    | ЦСКА                            | «Сибур Арена», Санкт-Петербург Зрителей: 7 140 Судьи: Миливое Йовчич, Бауманис Ингус, Семён Овинов |
| 30 ноября 2014 18:00 | Отчёт | 13:21, 15:23, 14:21, 15:16 |          |                                 | «Сибур Арена», Санкт-Петербург Зрителей: 7 140 Судьи: Миливое Йовчич, Бауманис Ингус, Семён Овинов |
| 30 ноября 2014 18:00 | Отчёт | Кэмерон Джонс 16           | Очки     | Нандо де Коло, Сонни Уимз по 13 | «Сибур Арена», Санкт-Петербург Зрителей: 7 140 Судьи: Миливое Йовчич, Бауманис Ингус, Семён Овинов |
| 30 ноября 2014 18:00 | Отчёт | Кайл Лэндри 10             | Подборы  | Пять игроков по 3               | «Сибур Арена», Санкт-Петербург Зрителей: 7 140 Судьи: Миливое Йовчич, Бауманис Ингус, Семён Овинов |
| 30 ноября 2014 18:00 | Отчёт | Кэмерон Джонс 6            | Передачи | Аарон Джексон 9                 | «Сибур Арена», Санкт-Петербург Зрителей: 7 140 Судьи: Миливое Йовчич, Бауманис Ингус, Семён Овинов |

| 30 ноября 2014 15:00 | Отчёт | УНИКС                      | 72:70    | Астана            | «Баскет-холл», Казань Зрителей: 3 000 Судьи: Олег Латышев, Эмин Могулкоч, Александр Сирица |
| 30 ноября 2014 15:00 | Отчёт | 12:20, 12:16, 23:16, 25:18 |          |                   | «Баскет-холл», Казань Зрителей: 3 000 Судьи: Олег Латышев, Эмин Могулкоч, Александр Сирица |
| 30 ноября 2014 15:00 | Отчёт | Кит Лэнгфорд 16            | Очки     | Патрик Калатес 20 | «Баскет-холл», Казань Зрителей: 3 000 Судьи: Олег Латышев, Эмин Могулкоч, Александр Сирица |
| 30 ноября 2014 15:00 | Отчёт | Дъор Фишер 7               | Подборы  | Патрик Калатес 10 | «Баскет-холл», Казань Зрителей: 3 000 Судьи: Олег Латышев, Эмин Могулкоч, Александр Сирица |
| 30 ноября 2014 15:00 | Отчёт | Кёртис Джерреллс 5         | Передачи | Джерри Джонсон 8  | «Баскет-холл», Казань Зрителей: 3 000 Судьи: Олег Латышев, Эмин Могулкоч, Александр Сирица |

| 1 декабря 2014 20:00 | Отчёт | Нижний Новгород            | 79:65    | Нилан Байзонс                          | КРК «Нагорный», Нижний Новгород Зрителей: 800 Судьи: Олег Латышев, Александр Сирица, Ааре Халлико |
| 1 декабря 2014 20:00 | Отчёт | 22:24, 16:14, 18:13, 23:14 |          |                                        | КРК «Нагорный», Нижний Новгород Зрителей: 800 Судьи: Олег Латышев, Александр Сирица, Ааре Халлико |
| 1 декабря 2014 20:00 | Отчёт | Артем Параховский 26       | Очки     | Иэн Хаммер 20                          | КРК «Нагорный», Нижний Новгород Зрителей: 800 Судьи: Олег Латышев, Александр Сирица, Ааре Халлико |
| 1 декабря 2014 20:00 | Отчёт | Артем Параховский 9        | Подборы  | Иэн Хаммер 11                          | КРК «Нагорный», Нижний Новгород Зрителей: 800 Судьи: Олег Латышев, Александр Сирица, Ааре Халлико |
| 1 декабря 2014 20:00 | Отчёт | Тэйлор Рочести 8           | Передачи | Антто Никкаринен, Энтони Хиллиард по 2 | КРК «Нагорный», Нижний Новгород Зрителей: 800 Судьи: Олег Латышев, Александр Сирица, Ааре Халлико |

## 10 тур
| 5 декабря 2014 19:30 | Отчёт | ВЭФ                        | 86:78    | Нимбурк           | «Арена Рига», Рига Зрителей: 600 Судьи: Апостолос Калпакас, Сергей Круг, Гинтарас Виткаускас |
| 5 декабря 2014 19:30 | Отчёт | 21:14, 26:20, 16:16, 23:28 |          |                   | «Арена Рига», Рига Зрителей: 600 Судьи: Апостолос Калпакас, Сергей Круг, Гинтарас Виткаускас |
| 5 декабря 2014 19:30 | Отчёт | Артур Берзиньш 19          | Очки     | Честер Симмонс 16 | «Арена Рига», Рига Зрителей: 600 Судьи: Апостолос Калпакас, Сергей Круг, Гинтарас Виткаускас |
| 5 декабря 2014 19:30 | Отчёт | Три игрока по 6            | Подборы  | Честер Симмонс 6  | «Арена Рига», Рига Зрителей: 600 Судьи: Апостолос Калпакас, Сергей Круг, Гинтарас Виткаускас |
| 5 декабря 2014 19:30 | Отчёт | Джеральд Робинсон 7        | Передачи | Честер Симмонс 3  | «Арена Рига», Рига Зрителей: 600 Судьи: Апостолос Калпакас, Сергей Круг, Гинтарас Виткаускас |

| 6 декабря 2014 17:00 | Отчёт | Автодор                    | 92:88    | Локомотив-Кубань                    | ЛДС «Кристалл», Саратов Зрителей: 3 000 Судьи: Ингус Бауманис, Александр Сирица, Евгений Островский |
| 6 декабря 2014 17:00 | Отчёт | 28:23, 30:25, 17:18, 17:22 |          |                                     | ЛДС «Кристалл», Саратов Зрителей: 3 000 Судьи: Ингус Бауманис, Александр Сирица, Евгений Островский |
| 6 декабря 2014 17:00 | Отчёт | Кортни Фортсон 22          | Очки     | Деррик Браун 33                     | ЛДС «Кристалл», Саратов Зрителей: 3 000 Судьи: Ингус Бауманис, Александр Сирица, Евгений Островский |
| 6 декабря 2014 17:00 | Отчёт | Майка Даунс 12             | Подборы  | Ричард Хендрикс 7                   | ЛДС «Кристалл», Саратов Зрителей: 3 000 Судьи: Ингус Бауманис, Александр Сирица, Евгений Островский |
| 6 декабря 2014 17:00 | Отчёт | Кортни Фортсон 7           | Передачи | Малькольм Дилэйни, Аарон Майлз по 6 | ЛДС «Кристалл», Саратов Зрителей: 3 000 Судьи: Ингус Бауманис, Александр Сирица, Евгений Островский |

| 6 декабря 2014 19:10 | Отчёт | Енисей                     | 81:83    | Астана            | Дворец спорта имени Ивана Ярыгина, Красноярск Зрителей: 1400 Судьи: Марко Юрас, Оскар Лучис, Андрей Шарапа |
| 6 декабря 2014 19:10 | Отчёт | 20:17, 27:20, 18:21, 16:25 |          |                   | Дворец спорта имени Ивана Ярыгина, Красноярск Зрителей: 1400 Судьи: Марко Юрас, Оскар Лучис, Андрей Шарапа |
| 6 декабря 2014 19:10 | Отчёт | Элмедин Киканович 24       | Очки     | Джекован Браун 21 | Дворец спорта имени Ивана Ярыгина, Красноярск Зрителей: 1400 Судьи: Марко Юрас, Оскар Лучис, Андрей Шарапа |
| 6 декабря 2014 19:10 | Отчёт | Элмедин Киканович 7        | Подборы  | Патрик Калатес 8  | Дворец спорта имени Ивана Ярыгина, Красноярск Зрителей: 1400 Судьи: Марко Юрас, Оскар Лучис, Андрей Шарапа |
| 6 декабря 2014 19:10 | Отчёт | Павел Сергеев 6            | Передачи | Джерри Джонсон 9  | Дворец спорта имени Ивана Ярыгина, Красноярск Зрителей: 1400 Судьи: Марко Юрас, Оскар Лучис, Андрей Шарапа |

| 7 декабря 2014 16:00 | Отчёт | Нилан Байзонс              | 63:76    | Зенит            | Спортивный центр Лоймаа, Лоймаа Зрителей: 8 900 Судьи: Марчин Ковальски, Андрис Аункрогерс, Танел Суслов |
| 7 декабря 2014 16:00 | Отчёт | 16:17, 11:21, 20:16, 16:22 |          |                  | Спортивный центр Лоймаа, Лоймаа Зрителей: 8 900 Судьи: Марчин Ковальски, Андрис Аункрогерс, Танел Суслов |
| 7 декабря 2014 16:00 | Отчёт | Матти Нуутинен 19          | Очки     | Кэмерон Джонс 16 | Спортивный центр Лоймаа, Лоймаа Зрителей: 8 900 Судьи: Марчин Ковальски, Андрис Аункрогерс, Танел Суслов |
| 7 декабря 2014 16:00 | Отчёт | Котти Туукка 6             | Подборы  | Кайл Лэндри 10   | Спортивный центр Лоймаа, Лоймаа Зрителей: 8 900 Судьи: Марчин Ковальски, Андрис Аункрогерс, Танел Суслов |
| 7 декабря 2014 16:00 | Отчёт | Аарон Джонсон 5            | Передачи | Уолтер Ходж 9    | Спортивный центр Лоймаа, Лоймаа Зрителей: 8 900 Судьи: Марчин Ковальски, Андрис Аункрогерс, Танел Суслов |

| 7 декабря 2014 16:00 | Отчёт | Красный Октябрь                      | 78:75    | Красные крылья      | Дворец спорта волгоградских профсоюзов, Волгоград Зрителей: 3 166 Судьи: Олег Латышев, Виллюс Мачюлайтис, Петр Ивашков |
| 7 декабря 2014 16:00 | Отчёт | 14:15, 25:19, 18:17, 21:24           |          |                     | Дворец спорта волгоградских профсоюзов, Волгоград Зрителей: 3 166 Судьи: Олег Латышев, Виллюс Мачюлайтис, Петр Ивашков |
| 7 декабря 2014 16:00 | Отчёт | Ромео Трэвис 17                      | Очки     | Скотт Рейнолдс 23   | Дворец спорта волгоградских профсоюзов, Волгоград Зрителей: 3 166 Судьи: Олег Латышев, Виллюс Мачюлайтис, Петр Ивашков |
| 7 декабря 2014 16:00 | Отчёт | Катберт Виктор 12                    | Подборы  | Каспарс Берзиньш 10 | Дворец спорта волгоградских профсоюзов, Волгоград Зрителей: 3 166 Судьи: Олег Латышев, Виллюс Мачюлайтис, Петр Ивашков |
| 7 декабря 2014 16:00 | Отчёт | Катберт Виктор, Деандрэ Лиггинс по 6 | Передачи | Евгений Фидий 4     | Дворец спорта волгоградских профсоюзов, Волгоград Зрителей: 3 166 Судьи: Олег Латышев, Виллюс Мачюлайтис, Петр Ивашков |

| 7 декабря 2014 17:00 | Отчёт | Химки                      | 96:60    | Калев                | БЦМО, Химки Зрителей: 1 450 Судьи: Марко Юрас, Евгений Михеев, Юрий Игнатьев |
| 7 декабря 2014 17:00 | Отчёт | 21:15, 26:18, 24:14, 25:13 |          |                      | БЦМО, Химки Зрителей: 1 450 Судьи: Марко Юрас, Евгений Михеев, Юрий Игнатьев |
| 7 декабря 2014 17:00 | Отчёт | Марко Попович 18           | Очки     | Роландс Фрейманис 17 | БЦМО, Химки Зрителей: 1 450 Судьи: Марко Юрас, Евгений Михеев, Юрий Игнатьев |
| 7 декабря 2014 17:00 | Отчёт | Жоффре Ловернь 7           | Подборы  | Роландс Фрейманис 8  | БЦМО, Химки Зрителей: 1 450 Судьи: Марко Юрас, Евгений Михеев, Юрий Игнатьев |
| 7 декабря 2014 17:00 | Отчёт | Тайрис Райс 6              | Передачи | Скотт Мачадо 6       | БЦМО, Химки Зрителей: 1 450 Судьи: Марко Юрас, Евгений Михеев, Юрий Игнатьев |

| 7 декабря 2014 17:30 | Отчёт | Нижний Новгород            | 70:65    | Цмоки-Минск                   | ФОК «Мещерский», Нижний Новгород Зрителей: 800 Судьи: Роберт Виклицкий, Владислав Исаченко, Петер Зениш |
| 7 декабря 2014 17:30 | Отчёт | 10:14, 19:15, 23:15, 18:21 |          |                               | ФОК «Мещерский», Нижний Новгород Зрителей: 800 Судьи: Роберт Виклицкий, Владислав Исаченко, Петер Зениш |
| 7 декабря 2014 17:30 | Отчёт | Теренс Кинси 22            | Очки     | Александр Кудрявцев 16        | ФОК «Мещерский», Нижний Новгород Зрителей: 800 Судьи: Роберт Виклицкий, Владислав Исаченко, Петер Зениш |
| 7 декабря 2014 17:30 | Отчёт | Артем Параховский 13       | Подборы  | Рашон Фримен, Иван Мараш по 9 | ФОК «Мещерский», Нижний Новгород Зрителей: 800 Судьи: Роберт Виклицкий, Владислав Исаченко, Петер Зениш |
| 7 декабря 2014 17:30 | Отчёт | Дмитрий Хвостов 7          | Передачи | Бранко Миркович 5             | ФОК «Мещерский», Нижний Новгород Зрителей: 800 Судьи: Роберт Виклицкий, Владислав Исаченко, Петер Зениш |

| 8 декабря 2014 20:00 | Отчёт | ЦСКА                      | 75:51    | УНИКС              | УСК ЦСКА, Москва Зрителей: 1 850 Судьи: Антон Махлин, Илья Путенко, Семён Овинов |
| 8 декабря 2014 20:00 | Отчёт | 14:19, 14:11, 26:6, 21:15 |          |                    | УСК ЦСКА, Москва Зрителей: 1 850 Судьи: Антон Махлин, Илья Путенко, Семён Овинов |
| 8 декабря 2014 20:00 | Отчёт | Сонни Уимз 19             | Очки     | Дъор Фишер 11      | УСК ЦСКА, Москва Зрителей: 1 850 Судьи: Антон Махлин, Илья Путенко, Семён Овинов |
| 8 декабря 2014 20:00 | Отчёт | Аарон Джексон 8           | Подборы  | Дмитрий Соколов 5  | УСК ЦСКА, Москва Зрителей: 1 850 Судьи: Антон Махлин, Илья Путенко, Семён Овинов |
| 8 декабря 2014 20:00 | Отчёт | Нандо Де Коло 5           | Передачи | Кёртис Джерреллс 3 | УСК ЦСКА, Москва Зрителей: 1 850 Судьи: Антон Махлин, Илья Путенко, Семён Овинов |

## 11 тур
| 13 декабря 2014 16:30 | Отчёт | Астана                     | 88:93    | Химки                             | «Сарыарка», Астана Зрителей: 445 Судьи: Борис Шульга, Милия Воинович, Александр Сирица |
| 13 декабря 2014 16:30 | Отчёт | 25:20, 19:26, 28:21, 16:26 |          |                                   | «Сарыарка», Астана Зрителей: 445 Судьи: Борис Шульга, Милия Воинович, Александр Сирица |
| 13 декабря 2014 16:30 | Отчёт | Джекован Браун 25          | Очки     | Тайриз Райс 30                    | «Сарыарка», Астана Зрителей: 445 Судьи: Борис Шульга, Милия Воинович, Александр Сирица |
| 13 декабря 2014 16:30 | Отчёт | Патрик Калатес 8           | Подборы  | Тайриз Райс, Тайлер Ханикатт по 5 | «Сарыарка», Астана Зрителей: 445 Судьи: Борис Шульга, Милия Воинович, Александр Сирица |
| 13 декабря 2014 16:30 | Отчёт | Джекован Браун 7           | Передачи | Тайриз Райс 13                    | «Сарыарка», Астана Зрителей: 445 Судьи: Борис Шульга, Милия Воинович, Александр Сирица |

| 13 декабря 2014 17:00 | Отчёт | Красный Октябрь            | 82:83    | Автодор           | Дворец спорта волгоградских профсоюзов, Волгоград Зрителей: 3 012 Судьи: Антон Махлин, Евгений Ветров, Александр Романов |
| 13 декабря 2014 17:00 | Отчёт | 22:24, 15:13, 21:23, 24:23 |          |                   | Дворец спорта волгоградских профсоюзов, Волгоград Зрителей: 3 012 Судьи: Антон Махлин, Евгений Ветров, Александр Романов |
| 13 декабря 2014 17:00 | Отчёт | Рэнди Калпеппер 27         | Очки     | Кирилл Фесенко 16 | Дворец спорта волгоградских профсоюзов, Волгоград Зрителей: 3 012 Судьи: Антон Махлин, Евгений Ветров, Александр Романов |
| 13 декабря 2014 17:00 | Отчёт | Ромео Трэвис 8             | Подборы  | Кирилл Фесенко 18 | Дворец спорта волгоградских профсоюзов, Волгоград Зрителей: 3 012 Судьи: Антон Махлин, Евгений Ветров, Александр Романов |
| 13 декабря 2014 17:00 | Отчёт | Антон Понкрашов 10         | Передачи | Кортни Фортсон 9  | Дворец спорта волгоградских профсоюзов, Волгоград Зрителей: 3 012 Судьи: Антон Махлин, Евгений Ветров, Александр Романов |

| 14 декабря 2014 14:00 | Отчёт | УНИКС                      | 107:74   | Енисей               | «Баскет-холл», Казань Зрителей: 2 000 Судьи: Сергей Круг, Сергей Михайлов, Станислав Валеев |
| 14 декабря 2014 14:00 | Отчёт | 26:18, 25:20, 25:16, 31:20 |          |                      | «Баскет-холл», Казань Зрителей: 2 000 Судьи: Сергей Круг, Сергей Михайлов, Станислав Валеев |
| 14 декабря 2014 14:00 | Отчёт | Никос Зисис 20             | Очки     | Элмедин Киканович 14 | «Баскет-холл», Казань Зрителей: 2 000 Судьи: Сергей Круг, Сергей Михайлов, Станислав Валеев |
| 14 декабря 2014 14:00 | Отчёт | 4 игрока по 5              | Подборы  | Террико Уайт 5       | «Баскет-холл», Казань Зрителей: 2 000 Судьи: Сергей Круг, Сергей Михайлов, Станислав Валеев |
| 14 декабря 2014 14:00 | Отчёт | Никос Зисис 8              | Передачи | Донелл Купер 3       | «Баскет-холл», Казань Зрителей: 2 000 Судьи: Сергей Круг, Сергей Михайлов, Станислав Валеев |

| 14 декабря 2014 14:30 | Отчёт | Зенит                          | 74:89    | Локомотив-Кубань   | «Сибур Арена», Санкт-Петербург Зрителей: 2 500 Судьи: Милия Воинович, Алексей Давыдов, Семён Овинов |
| 14 декабря 2014 14:30 | Отчёт | 16:25, 22:29, 15:16, 21:19     |          |                    | «Сибур Арена», Санкт-Петербург Зрителей: 2 500 Судьи: Милия Воинович, Алексей Давыдов, Семён Овинов |
| 14 декабря 2014 14:30 | Отчёт | Деян Боровняк 18               | Очки     | Малколм Дилейни 24 | «Сибур Арена», Санкт-Петербург Зрителей: 2 500 Судьи: Милия Воинович, Алексей Давыдов, Семён Овинов |
| 14 декабря 2014 14:30 | Отчёт | Деян Боровняк 6                | Подборы  | Ричард Хендрикс 9  | «Сибур Арена», Санкт-Петербург Зрителей: 2 500 Судьи: Милия Воинович, Алексей Давыдов, Семён Овинов |
| 14 декабря 2014 14:30 | Отчёт | Артём Вихров, Уолтер Ходж по 7 | Передачи | Малколм Дилейни 7  | «Сибур Арена», Санкт-Петербург Зрителей: 2 500 Судьи: Милия Воинович, Алексей Давыдов, Семён Овинов |

| 14 декабря 2014 17:00 | Отчёт | Нимбурк                             | 73:86    | ЦСКА                | «Типспорт Арена», Прага Судьи: Марек Цмикевич, Владислав Исаченко, Танел Суслов |
| 14 декабря 2014 17:00 | Отчёт | 17:27, 17:18, 21:13, 18:28          |          |                     | «Типспорт Арена», Прага Судьи: Марек Цмикевич, Владислав Исаченко, Танел Суслов |
| 14 декабря 2014 17:00 | Отчёт | Войтех Грубан, Честер Симмонс по 11 | Очки     | Сони Уимз 19        | «Типспорт Арена», Прага Судьи: Марек Цмикевич, Владислав Исаченко, Танел Суслов |
| 14 декабря 2014 17:00 | Отчёт | Кристиан Бёрнс 9                    | Подборы  | Андрей Воронцевич 8 | «Типспорт Арена», Прага Судьи: Марек Цмикевич, Владислав Исаченко, Танел Суслов |
| 14 декабря 2014 17:00 | Отчёт | Войтех Грубан 4                     | Передачи | Аарон Джексон 9     | «Типспорт Арена», Прага Судьи: Марек Цмикевич, Владислав Исаченко, Танел Суслов |

| 15 декабря 2014 19:00 | Отчёт | Красные крылья             | 65:92    | Нилан Байзонс   | «МТЛ-Арена», Самара Зрителей: 1 100 Судьи: Арнис Озолс, Гинтарас Виткаускас, Юрий Игнатьев |
| 15 декабря 2014 19:00 | Отчёт | 20:23, 13:23, 13:14, 19:32 |          |                 | «МТЛ-Арена», Самара Зрителей: 1 100 Судьи: Арнис Озолс, Гинтарас Виткаускас, Юрий Игнатьев |
| 15 декабря 2014 19:00 | Отчёт | Каспарс Берзиньш 20        | Очки     | Роопе Ахонен 21 | «МТЛ-Арена», Самара Зрителей: 1 100 Судьи: Арнис Озолс, Гинтарас Виткаускас, Юрий Игнатьев |
| 15 декабря 2014 19:00 | Отчёт | Каспарс Берзиньш 8         | Подборы  | Айан Хаммер 8   | «МТЛ-Арена», Самара Зрителей: 1 100 Судьи: Арнис Озолс, Гинтарас Виткаускас, Юрий Игнатьев |
| 15 декабря 2014 19:00 | Отчёт | Андрей Матеюнас 5          | Передачи | Аарон Джонсон 8 | «МТЛ-Арена», Самара Зрителей: 1 100 Судьи: Арнис Озолс, Гинтарас Виткаускас, Юрий Игнатьев |

| 15 декабря 2014 19:00 | Отчёт | ВЭФ                                               | 59:82    | Нижний Новгород                                      | «Арена Рига», Рига Зрителей: 900 Судьи: Срджан Дозай, Борис Шульга, Петри Мянтюля |
| 15 декабря 2014 19:00 | Отчёт | 11:18, 11:28, 22:17, 15:19                        |          |                                                      | «Арена Рига», Рига Зрителей: 900 Судьи: Срджан Дозай, Борис Шульга, Петри Мянтюля |
| 15 декабря 2014 19:00 | Отчёт | Ингус Яковичс 15                                  | Очки     | Теренс Кинси 24                                      | «Арена Рига», Рига Зрителей: 900 Судьи: Срджан Дозай, Борис Шульга, Петри Мянтюля |
| 15 декабря 2014 19:00 | Отчёт | Артурс Стрелниекс 10                              | Подборы  | Трэй Томпкинс 11                                     | «Арена Рига», Рига Зрителей: 900 Судьи: Срджан Дозай, Борис Шульга, Петри Мянтюля |
| 15 декабря 2014 19:00 | Отчёт | Ингус Яковичс, Рональдс Закис, Янис Берзиньш по 3 | Передачи | Дмитрий Хвостов, Трэй Томпкинс, Дмитрий Головин по 5 | «Арена Рига», Рига Зрителей: 900 Судьи: Срджан Дозай, Борис Шульга, Петри Мянтюля |

| 9 апреля 2015 19:00 | Отчёт | Цмоки-Минск                | 89:88    | Калев           | «Минск-Арена», Минск Зрителей: 1 100 Судьи: Саша Марчич, Сергей Круг, Алексей Чудин |
| 9 апреля 2015 19:00 | Отчёт | 22:12, 23:21, 18:20, 26:35 |          |                 | «Минск-Арена», Минск Зрителей: 1 100 Судьи: Саша Марчич, Сергей Круг, Алексей Чудин |
| 9 апреля 2015 19:00 | Отчёт | Рашон Фримен 21            | Очки     | Скотт Мачадо 33 | «Минск-Арена», Минск Зрителей: 1 100 Судьи: Саша Марчич, Сергей Круг, Алексей Чудин |
| 9 апреля 2015 19:00 | Отчёт | Иван Мараш 14              | Подборы  | Кит Бенсон 10   | «Минск-Арена», Минск Зрителей: 1 100 Судьи: Саша Марчич, Сергей Круг, Алексей Чудин |
| 9 апреля 2015 19:00 | Отчёт | Джастин Грэй 8             | Передачи | Скотт Мачадо 7  | «Минск-Арена», Минск Зрителей: 1 100 Судьи: Саша Марчич, Сергей Круг, Алексей Чудин |

## 12 тур
| 20 декабря 2014 13:00 | Отчёт | Калев                      | 88:85    | ВЭФ                  | «Саку Суурхалль», Таллин Зрителей: 1 800 Судьи: Якуб Замойский, Роберт Виклицкий, Алексей Чудин |
| 20 декабря 2014 13:00 | Отчёт | 25:16, 10:30, 23:22, 30:17 |          |                      | «Саку Суурхалль», Таллин Зрителей: 1 800 Судьи: Якуб Замойский, Роберт Виклицкий, Алексей Чудин |
| 20 декабря 2014 13:00 | Отчёт | Роландс Фрейманис 32       | Очки     | Джеральд Робинсон 30 | «Саку Суурхалль», Таллин Зрителей: 1 800 Судьи: Якуб Замойский, Роберт Виклицкий, Алексей Чудин |
| 20 декабря 2014 13:00 | Отчёт | Роландс Фрейманис 13       | Подборы  | Бамба Фолл 11        | «Саку Суурхалль», Таллин Зрителей: 1 800 Судьи: Якуб Замойский, Роберт Виклицкий, Алексей Чудин |
| 20 декабря 2014 13:00 | Отчёт | Скотт Мачадо 7             | Передачи | Джеральд Робинсон 6  | «Саку Суурхалль», Таллин Зрителей: 1 800 Судьи: Якуб Замойский, Роберт Виклицкий, Алексей Чудин |

| 21 декабря 2014 15:00 | Отчёт | Астана                     | 84:85    | Цмоки-Минск           | «Сарыарка», Астана Зрителей: 341 Судьи: Сергей Чебышев, Александар Глишич, Игорь Деменков |
| 21 декабря 2014 15:00 | Отчёт | 20:28, 20:15, 19:18, 25:24 |          |                       | «Сарыарка», Астана Зрителей: 341 Судьи: Сергей Чебышев, Александар Глишич, Игорь Деменков |
| 21 декабря 2014 15:00 | Отчёт | Джерри Джонсон 19          | Очки     | Иван Мараш 18         | «Сарыарка», Астана Зрителей: 341 Судьи: Сергей Чебышев, Александар Глишич, Игорь Деменков |
| 21 декабря 2014 15:00 | Отчёт | Рашид Махалбашич 12        | Подборы  | Иван Мараш 12         | «Сарыарка», Астана Зрителей: 341 Судьи: Сергей Чебышев, Александар Глишич, Игорь Деменков |
| 21 декабря 2014 15:00 | Отчёт | Джерри Джонсон 8           | Передачи | Александр Кудрявцев 5 | «Сарыарка», Астана Зрителей: 341 Судьи: Сергей Чебышев, Александар Глишич, Игорь Деменков |

| 21 декабря 2014 16:00 | Отчёт | Нижний Новгород                       | 59:84    | ЦСКА             | КРК «Нагорный», Нижний Новгород Зрителей: 3 500 Судьи: Луиш Лопеш, Сашо Петек, Илья Путенко |
| 21 декабря 2014 16:00 | Отчёт | 13:13, 22:29, 12:20, 12:22            |          |                  | КРК «Нагорный», Нижний Новгород Зрителей: 3 500 Судьи: Луиш Лопеш, Сашо Петек, Илья Путенко |
| 21 декабря 2014 16:00 | Отчёт | Трэй Томпкинс 15                      | Очки     | Нандо Де Коло 13 | КРК «Нагорный», Нижний Новгород Зрителей: 3 500 Судьи: Луиш Лопеш, Сашо Петек, Илья Путенко |
| 21 декабря 2014 16:00 | Отчёт | Артём Параховский, Трэй Томпкинс по 9 | Подборы  | 3 игрока по 5    | КРК «Нагорный», Нижний Новгород Зрителей: 3 500 Судьи: Луиш Лопеш, Сашо Петек, Илья Путенко |
| 21 декабря 2014 16:00 | Отчёт | Дмитрий Хвостов 3                     | Передачи | Аарон Джексон 5  | КРК «Нагорный», Нижний Новгород Зрителей: 3 500 Судьи: Луиш Лопеш, Сашо Петек, Илья Путенко |

| 21 декабря 2014 17:00 | Отчёт | Автодор                    | 105:99   | Красные крылья                       | ЛДС «Кристалл», Саратов Зрителей: 3 150 Судьи: Алексей Давыдов, Сергей Круг, Алексей Архипов |
| 21 декабря 2014 17:00 | Отчёт | 30:20, 35:26, 19:29, 21:24 |          |                                      | ЛДС «Кристалл», Саратов Зрителей: 3 150 Судьи: Алексей Давыдов, Сергей Круг, Алексей Архипов |
| 21 декабря 2014 17:00 | Отчёт | Кортни Фортсон 24          | Очки     | Давид Йелинек 27                     | ЛДС «Кристалл», Саратов Зрителей: 3 150 Судьи: Алексей Давыдов, Сергей Круг, Алексей Архипов |
| 21 декабря 2014 17:00 | Отчёт | Джереми Шаппелл 10         | Подборы  | Каспарс Берзиньш 12                  | ЛДС «Кристалл», Саратов Зрителей: 3 150 Судьи: Алексей Давыдов, Сергей Круг, Алексей Архипов |
| 21 декабря 2014 17:00 | Отчёт | Кортни Фортсон 7           | Передачи | Скотт Рэйнольдс, Виктор Заряжко по 4 | ЛДС «Кристалл», Саратов Зрителей: 3 150 Судьи: Алексей Давыдов, Сергей Круг, Алексей Архипов |

| 21 декабря 2014 18:00 | Отчёт | Зенит                      | 89:85    | Красный Октябрь    | «Сибур Арена», Санкт-Петербург Зрителей: 2 500 Судьи: Юргис Лауринавичюс, Сергей Михайлов, Сергей Беляков |
| 21 декабря 2014 18:00 | Отчёт | 14:19, 30:15, 19:23, 26:28 |          |                    | «Сибур Арена», Санкт-Петербург Зрителей: 2 500 Судьи: Юргис Лауринавичюс, Сергей Михайлов, Сергей Беляков |
| 21 декабря 2014 18:00 | Отчёт | Уолтер Ходж 22             | Очки     | Рэнди Калпеппер 28 | «Сибур Арена», Санкт-Петербург Зрителей: 2 500 Судьи: Юргис Лауринавичюс, Сергей Михайлов, Сергей Беляков |
| 21 декабря 2014 18:00 | Отчёт | Кайл Лэндри 10             | Подборы  | Ричард Джексон 7   | «Сибур Арена», Санкт-Петербург Зрителей: 2 500 Судьи: Юргис Лауринавичюс, Сергей Михайлов, Сергей Беляков |
| 21 декабря 2014 18:00 | Отчёт | Уолтер Ходж 10             | Передачи | Деандрэ Лиггинс 5  | «Сибур Арена», Санкт-Петербург Зрителей: 2 500 Судьи: Юргис Лауринавичюс, Сергей Михайлов, Сергей Беляков |

| 21 декабря 2014 19:10 | Отчёт | Енисей                     | 81:77    | Нимбурк                        | Дворец спорта имени Ивана Ярыгина, Красноярск Зрителей: 1 500 Судьи: Олег Латышев, Борис Шульга, Милан Бржак |
| 21 декабря 2014 19:10 | Отчёт | 20:16, 25:21, 20:27, 16:13 |          |                                | Дворец спорта имени Ивана Ярыгина, Красноярск Зрителей: 1 500 Судьи: Олег Латышев, Борис Шульга, Милан Бржак |
| 21 декабря 2014 19:10 | Отчёт | Элмедин Киканович 16       | Очки     | Честер Симмонс 23              | Дворец спорта имени Ивана Ярыгина, Красноярск Зрителей: 1 500 Судьи: Олег Латышев, Борис Шульга, Милан Бржак |
| 21 декабря 2014 19:10 | Отчёт | Артём Яковенко 9           | Подборы  | Иржи Велш, Кристиан Бёрнс по 6 | Дворец спорта имени Ивана Ярыгина, Красноярск Зрителей: 1 500 Судьи: Олег Латышев, Борис Шульга, Милан Бржак |
| 21 декабря 2014 19:10 | Отчёт | Донелл Купер 13            | Передачи | Дерек Рейвио 3                 | Дворец спорта имени Ивана Ярыгина, Красноярск Зрителей: 1 500 Судьи: Олег Латышев, Борис Шульга, Милан Бржак |

| 22 декабря 2014 20:00 | Отчёт | Химки                     | 80:56    | УНИКС           | БЦМО, Химки Зрителей: 1 900 Судьи: Якуб Замойский, Роберт Виклицкий, Семён Овинов |
| 22 декабря 2014 20:00 | Отчёт | 18:6, 19:21, 21:15, 22:14 |          |                 | БЦМО, Химки Зрителей: 1 900 Судьи: Якуб Замойский, Роберт Виклицкий, Семён Овинов |
| 22 декабря 2014 20:00 | Отчёт | Тайриз Райс 16            | Очки     | Кит Лэнгфорд 19 | БЦМО, Химки Зрителей: 1 900 Судьи: Якуб Замойский, Роберт Виклицкий, Семён Овинов |
| 22 декабря 2014 20:00 | Отчёт | Сергей Моня 7             | Подборы  | 3 игрока по 4   | БЦМО, Химки Зрителей: 1 900 Судьи: Якуб Замойский, Роберт Виклицкий, Семён Овинов |
| 22 декабря 2014 20:00 | Отчёт | Тайриз Райс 7             | Передачи | 3 игрока по 3   | БЦМО, Химки Зрителей: 1 900 Судьи: Якуб Замойский, Роберт Виклицкий, Семён Овинов |

| 5 апреля 2015 17:00 | Отчёт | Локомотив-Кубань           | 111:69   | Нилан Байзонс      | «Баскет-холл», Краснодар Зрителей: 2 219 Судьи: Олег Латышев, Здравко Рутешич, Пётр Ивашков |
| 5 апреля 2015 17:00 | Отчёт | 28:14, 26:19, 29:19, 28:17 |          |                    | «Баскет-холл», Краснодар Зрителей: 2 219 Судьи: Олег Латышев, Здравко Рутешич, Пётр Ивашков |
| 5 апреля 2015 17:00 | Отчёт | Андрей Зубков 15           | Очки     | Энтони Хиллиард 16 | «Баскет-холл», Краснодар Зрителей: 2 219 Судьи: Олег Латышев, Здравко Рутешич, Пётр Ивашков |
| 5 апреля 2015 17:00 | Отчёт | Ричард Хендрикс 8          | Подборы  | Пьер Джеллоу 9     | «Баскет-холл», Краснодар Зрителей: 2 219 Судьи: Олег Латышев, Здравко Рутешич, Пётр Ивашков |
| 5 апреля 2015 17:00 | Отчёт | 3 игрока по 4              | Передачи | Аарон Джонсон 4    | «Баскет-холл», Краснодар Зрителей: 2 219 Судьи: Олег Латышев, Здравко Рутешич, Пётр Ивашков |

## 13 тур
| 3 октября 2014 18:00 | Отчёт | Нимбурк                          | 67:82    | Локомотив-Кубань                         | «Спортовны Хала», Нимбурк Зрителей: 750 Судьи: Марек Цмикевич, Борис Шульга, Ингус Бауманис |
| 3 октября 2014 18:00 | Отчёт | 16:21, 16:21, 13:22, 22:18       |          |                                          | «Спортовны Хала», Нимбурк Зрителей: 750 Судьи: Марек Цмикевич, Борис Шульга, Ингус Бауманис |
| 3 октября 2014 18:00 | Отчёт | Радослав Ранчик 13               | Очки     | Малькольм Дилэйни, Ричард Хендрикс по 16 | «Спортовны Хала», Нимбурк Зрителей: 750 Судьи: Марек Цмикевич, Борис Шульга, Ингус Бауманис |
| 3 октября 2014 18:00 | Отчёт | Мартин Криж, Честер Симмонс по 5 | Подборы  | Ричард Хендрикс 7                        | «Спортовны Хала», Нимбурк Зрителей: 750 Судьи: Марек Цмикевич, Борис Шульга, Ингус Бауманис |
| 3 октября 2014 18:00 | Отчёт | Мартин Криж, Павел Хуска по 3    | Передачи | Малькольм Дилэйни 10                     | «Спортовны Хала», Нимбурк Зрителей: 750 Судьи: Марек Цмикевич, Борис Шульга, Ингус Бауманис |

| 23 декабря 2014 19:30 | Отчёт | ЦСКА                       | 93:72    | Цмоки-Минск       | УСК ЦСКА, Москва Зрителей: 1 240 Судьи: Сергей Защук, Йоханнес Сарекоски, Евгений Михеев |
| 23 декабря 2014 19:30 | Отчёт | 25:21, 27:13, 23:15, 18:23 |          |                   | УСК ЦСКА, Москва Зрителей: 1 240 Судьи: Сергей Защук, Йоханнес Сарекоски, Евгений Михеев |
| 23 декабря 2014 19:30 | Отчёт | Сонни Уимс 23              | Очки     | Стенли Баррелл 18 | УСК ЦСКА, Москва Зрителей: 1 240 Судьи: Сергей Защук, Йоханнес Сарекоски, Евгений Михеев |
| 23 декабря 2014 19:30 | Отчёт | Аарон Джексон 5            | Подборы  | Иван Мараш 9      | УСК ЦСКА, Москва Зрителей: 1 240 Судьи: Сергей Защук, Йоханнес Сарекоски, Евгений Михеев |
| 23 декабря 2014 19:30 | Отчёт | Аарон Джексон 8            | Передачи | Бранко Миркович 5 | УСК ЦСКА, Москва Зрителей: 1 240 Судьи: Сергей Защук, Йоханнес Сарекоски, Евгений Михеев |

| 25 декабря 2014 20:00 | Отчёт | Зенит                      | 80:60    | Нижний Новгород   | «Сибур Арена», Санкт-Петербург Зрителей: 1 900 Судьи: Саша Марчич, Семён Овинов, Евгений Ветров |
| 25 декабря 2014 20:00 | Отчёт | 12:11, 18:18, 23:14, 27:17 |          |                   | «Сибур Арена», Санкт-Петербург Зрителей: 1 900 Судьи: Саша Марчич, Семён Овинов, Евгений Ветров |
| 25 декабря 2014 20:00 | Отчёт | Уолтер Ходж 26             | Очки     | Трей Томпкинс 20  | «Сибур Арена», Санкт-Петербург Зрителей: 1 900 Судьи: Саша Марчич, Семён Овинов, Евгений Ветров |
| 25 декабря 2014 20:00 | Отчёт | Ди Джей Стивенс 9          | Подборы  | Семён Антонов 8   | «Сибур Арена», Санкт-Петербург Зрителей: 1 900 Судьи: Саша Марчич, Семён Овинов, Евгений Ветров |
| 25 декабря 2014 20:00 | Отчёт | Уолтер Ходж 8              | Передачи | Дмитрий Головин 3 | «Сибур Арена», Санкт-Петербург Зрителей: 1 900 Судьи: Саша Марчич, Семён Овинов, Евгений Ветров |

| 26 декабря 2014 19:00 | Отчёт | Красный Октябрь                    | 69:78    | УНИКС                | Дворец спорта волгоградских профсоюзов, Волгоград Зрителей: 2 900 Судьи: Эмин Могулкоч, Илья Путенко, Александр Романов |
| 26 декабря 2014 19:00 | Отчёт | 14:19, 16:18, 19:24, 20:17         |          |                      | Дворец спорта волгоградских профсоюзов, Волгоград Зрителей: 2 900 Судьи: Эмин Могулкоч, Илья Путенко, Александр Романов |
| 26 декабря 2014 19:00 | Отчёт | Ромео Трэвис 18                    | Очки     | Костас Каймакоглу 19 | Дворец спорта волгоградских профсоюзов, Волгоград Зрителей: 2 900 Судьи: Эмин Могулкоч, Илья Путенко, Александр Романов |
| 26 декабря 2014 19:00 | Отчёт | Ромео Трэвис, Рэнди Калпеппер по 6 | Подборы  | Пётр Губанов 7       | Дворец спорта волгоградских профсоюзов, Волгоград Зрителей: 2 900 Судьи: Эмин Могулкоч, Илья Путенко, Александр Романов |
| 26 декабря 2014 19:00 | Отчёт | Деандре Лиггинс 7                  | Передачи | Никос Зисис 9        | Дворец спорта волгоградских профсоюзов, Волгоград Зрителей: 2 900 Судьи: Эмин Могулкоч, Илья Путенко, Александр Романов |

| 28 декабря 2014 16:00 | Отчёт | Нилан Байзонс             | 63:88    | ВЭФ                  | Спортивный центр Лоймаа, Лоймаа Зрителей: 1 452 Судьи: Юргис Лауринавичюс, Ааре Халлико, Алексей Давыдов |
| 28 декабря 2014 16:00 | Отчёт | 12:24, 16:26, 9:15, 26:23 |          |                      | Спортивный центр Лоймаа, Лоймаа Зрителей: 1 452 Судьи: Юргис Лауринавичюс, Ааре Халлико, Алексей Давыдов |
| 28 декабря 2014 16:00 | Отчёт | Айан Хаммер 16            | Очки     | Джеральд Робинсон 21 | Спортивный центр Лоймаа, Лоймаа Зрителей: 1 452 Судьи: Юргис Лауринавичюс, Ааре Халлико, Алексей Давыдов |
| 28 декабря 2014 16:00 | Отчёт | Айан Хаммер 6             | Подборы  | Янис Тимма 9         | Спортивный центр Лоймаа, Лоймаа Зрителей: 1 452 Судьи: Юргис Лауринавичюс, Ааре Халлико, Алексей Давыдов |
| 28 декабря 2014 16:00 | Отчёт | Роопе Ахонен 5            | Передачи | Джеральд Робинсон 8  | Спортивный центр Лоймаа, Лоймаа Зрителей: 1 452 Судьи: Юргис Лауринавичюс, Ааре Халлико, Алексей Давыдов |

| 28 декабря 2014 17:00 | Отчёт | Калев                      | 77:91    | Автодор            | «Саку Суурхалль», Таллин Зрителей: 1 500 Судьи: Оскарс Лучис, Дариуш Щерба, Юрис Кокаинис |
| 28 декабря 2014 17:00 | Отчёт | 24:26, 18:17, 19:29, 16:19 |          |                    | «Саку Суурхалль», Таллин Зрителей: 1 500 Судьи: Оскарс Лучис, Дариуш Щерба, Юрис Кокаинис |
| 28 декабря 2014 17:00 | Отчёт | Роландс Фрейманис 24       | Очки     | Кортни Фортсон 18  | «Саку Суурхалль», Таллин Зрителей: 1 500 Судьи: Оскарс Лучис, Дариуш Щерба, Юрис Кокаинис |
| 28 декабря 2014 17:00 | Отчёт | Фрэнк Элегар 16            | Подборы  | Трэвис Петерсон 14 | «Саку Суурхалль», Таллин Зрителей: 1 500 Судьи: Оскарс Лучис, Дариуш Щерба, Юрис Кокаинис |
| 28 декабря 2014 17:00 | Отчёт | Скотт Мачадо 8             | Передачи | Кортни Фортсон 10  | «Саку Суурхалль», Таллин Зрителей: 1 500 Судьи: Оскарс Лучис, Дариуш Щерба, Юрис Кокаинис |

| 28 декабря 2014 19:10 | Отчёт | Енисей                     | 79:89    | Химки              | Дворец спорта имени Ивана Ярыгина, Красноярск Зрителей: 1 300 Судьи: Илья Путенко, Сергей Круг, Евгений Ветров |
| 28 декабря 2014 19:10 | Отчёт | 24:23, 15:23, 17:22, 23:21 |          |                    | Дворец спорта имени Ивана Ярыгина, Красноярск Зрителей: 1 300 Судьи: Илья Путенко, Сергей Круг, Евгений Ветров |
| 28 декабря 2014 19:10 | Отчёт | Террико Уайт 17            | Очки     | Петтери Копонен 24 | Дворец спорта имени Ивана Ярыгина, Красноярск Зрителей: 1 300 Судьи: Илья Путенко, Сергей Круг, Евгений Ветров |
| 28 декабря 2014 19:10 | Отчёт | Сава Лешич 8               | Подборы  | Тайлер Ханикатт 11 | Дворец спорта имени Ивана Ярыгина, Красноярск Зрителей: 1 300 Судьи: Илья Путенко, Сергей Круг, Евгений Ветров |
| 28 декабря 2014 19:10 | Отчёт | Донелл Купер 5             | Передачи | Тайриз Райс 7      | Дворец спорта имени Ивана Ярыгина, Красноярск Зрителей: 1 300 Судьи: Илья Путенко, Сергей Круг, Евгений Ветров |

| 4 марта 2015 17:00 | Отчёт | Астана                     | 95:88    | Красные крылья                     | «Сарыарка», Астана Зрителей: 152 Судьи: Сергей Чебышев, Сергей Чайковский, Юрий Игнатьев |
| 4 марта 2015 17:00 | Отчёт | 22:17, 26:23, 28:24, 19:24 |          |                                    | «Сарыарка», Астана Зрителей: 152 Судьи: Сергей Чебышев, Сергей Чайковский, Юрий Игнатьев |
| 4 марта 2015 17:00 | Отчёт | Джерри Джонсон 20          | Очки     | Виктор Заряжко 25                  | «Сарыарка», Астана Зрителей: 152 Судьи: Сергей Чебышев, Сергей Чайковский, Юрий Игнатьев |
| 4 марта 2015 17:00 | Отчёт | Рашид Махалбашич 9         | Подборы  | Виктор Заряжко 9                   | «Сарыарка», Астана Зрителей: 152 Судьи: Сергей Чебышев, Сергей Чайковский, Юрий Игнатьев |
| 4 марта 2015 17:00 | Отчёт | Джерри Джонсон 11          | Передачи | Виталий Зуев, Виктор Заряжко по 10 | «Сарыарка», Астана Зрителей: 152 Судьи: Сергей Чебышев, Сергей Чайковский, Юрий Игнатьев |

## 14 тур
| 4 января 2015 13:00 | Отчёт | Локомотив-Кубань          | 82:61    | Красный Октябрь                     | «Баскет-холл», Краснодар Зрителей: 3 153 Судьи: Олег Латышев, Алексей Давыдов, Семён Овинов |
| 4 января 2015 13:00 | Отчёт | 16:9, 22:20, 18:18, 26:14 |          |                                     | «Баскет-холл», Краснодар Зрителей: 3 153 Судьи: Олег Латышев, Алексей Давыдов, Семён Овинов |
| 4 января 2015 13:00 | Отчёт | Крунослав Симон 19        | Очки     | Рэнди Калпеппер 13                  | «Баскет-холл», Краснодар Зрителей: 3 153 Судьи: Олег Латышев, Алексей Давыдов, Семён Овинов |
| 4 января 2015 13:00 | Отчёт | Деррик Браун 10           | Подборы  | Доналд Макгрэт, Катберт Виктор по 6 | «Баскет-холл», Краснодар Зрителей: 3 153 Судьи: Олег Латышев, Алексей Давыдов, Семён Овинов |
| 4 января 2015 13:00 | Отчёт | Малколм Дилейни 6         | Передачи | Доналд Макгрэт 5                    | «Баскет-холл», Краснодар Зрителей: 3 153 Судьи: Олег Латышев, Алексей Давыдов, Семён Овинов |

| 4 января 2015 16:00 | Отчёт | Нилан Байзонс              | 83:89    | Автодор           | Спортивный центр Лоймаа, Лоймаа Зрителей: 535 Судьи: Апостолос Калпакас, Андрис Аункрогерс, Андрей Шарапа |
| 4 января 2015 16:00 | Отчёт | 17:24, 22:11, 25:30, 19:24 |          |                   | Спортивный центр Лоймаа, Лоймаа Зрителей: 535 Судьи: Апостолос Калпакас, Андрис Аункрогерс, Андрей Шарапа |
| 4 января 2015 16:00 | Отчёт | Айан Хаммер 18             | Очки     | Кортни Фортсон 32 | Спортивный центр Лоймаа, Лоймаа Зрителей: 535 Судьи: Апостолос Калпакас, Андрис Аункрогерс, Андрей Шарапа |
| 4 января 2015 16:00 | Отчёт | Айан Хаммер 10             | Подборы  | Трэвис Петерсон 9 | Спортивный центр Лоймаа, Лоймаа Зрителей: 535 Судьи: Апостолос Калпакас, Андрис Аункрогерс, Андрей Шарапа |
| 4 января 2015 16:00 | Отчёт | Антто Никкаринен 7         | Передачи | Трэвис Петерсон 8 | Спортивный центр Лоймаа, Лоймаа Зрителей: 535 Судьи: Апостолос Калпакас, Андрис Аункрогерс, Андрей Шарапа |

| 4 января 2015 17:00 | Отчёт | Химки                     | 94:82    | Нимбурк            | БЦМО, Химки Зрителей: 2 930 Судьи: Оскарс Лучис, Александр Сирица, Жденко Зубак |
| 4 января 2015 17:00 | Отчёт | 26:8, 19:27, 24:20, 25:27 |          |                    | БЦМО, Химки Зрителей: 2 930 Судьи: Оскарс Лучис, Александр Сирица, Жденко Зубак |
| 4 января 2015 17:00 | Отчёт | Егор Вяльцев 17           | Очки     | Любош Бартон 11    | БЦМО, Химки Зрителей: 2 930 Судьи: Оскарс Лучис, Александр Сирица, Жденко Зубак |
| 4 января 2015 17:00 | Отчёт | Пол Дэвис 8               | Подборы  | Честер Симмонс 6   | БЦМО, Химки Зрителей: 2 930 Судьи: Оскарс Лучис, Александр Сирица, Жденко Зубак |
| 4 января 2015 17:00 | Отчёт | Петтери Копонен 10        | Передачи | Дариус Вашингтон 6 | БЦМО, Химки Зрителей: 2 930 Судьи: Оскарс Лучис, Александр Сирица, Жденко Зубак |

| 4 января 2015 17:00 | Отчёт | ВЭФ                        | 61:75    | Астана            | «Арена Рига», Рига Зрителей: 720 Судьи: Борис Рыжик, Петри Мянтюля, Александр Романов |
| 4 января 2015 17:00 | Отчёт | 18:16, 17:21, 14:18, 12:20 |          |                   | «Арена Рига», Рига Зрителей: 720 Судьи: Борис Рыжик, Петри Мянтюля, Александр Романов |
| 4 января 2015 17:00 | Отчёт | Роберт Лоури 11            | Очки     | Джерри Джонсон 19 | «Арена Рига», Рига Зрителей: 720 Судьи: Борис Рыжик, Петри Мянтюля, Александр Романов |
| 4 января 2015 17:00 | Отчёт | Бамба Фолл 7               | Подборы  | Патрик Калатес 13 | «Арена Рига», Рига Зрителей: 720 Судьи: Борис Рыжик, Петри Мянтюля, Александр Романов |
| 4 января 2015 17:00 | Отчёт | Рональдс Закис 4           | Передачи | Джерри Джонсон 7  | «Арена Рига», Рига Зрителей: 720 Судьи: Борис Рыжик, Петри Мянтюля, Александр Романов |

| 5 января 2015 13:00 | Отчёт | ЦСКА                       | 102:81   | Калев                | УСК ЦСКА, Москва Зрителей: 2 256 Судьи: Оскарс Лучис, Александр Сирица, Жденко Зубак |
| 5 января 2015 13:00 | Отчёт | 25:29, 28:13, 28:16, 21:23 |          |                      | УСК ЦСКА, Москва Зрителей: 2 256 Судьи: Оскарс Лучис, Александр Сирица, Жденко Зубак |
| 5 января 2015 13:00 | Отчёт | Милош Теодосич 22          | Очки     | Роландс Фрейманис 23 | УСК ЦСКА, Москва Зрителей: 2 256 Судьи: Оскарс Лучис, Александр Сирица, Жденко Зубак |
| 5 января 2015 13:00 | Отчёт | Деметрис Николс 6          | Подборы  | Роландс Фрейманис 6  | УСК ЦСКА, Москва Зрителей: 2 256 Судьи: Оскарс Лучис, Александр Сирица, Жденко Зубак |
| 5 января 2015 13:00 | Отчёт | Иван Стребков 6            | Передачи | Скотт Мачадо 9       | УСК ЦСКА, Москва Зрителей: 2 256 Судьи: Оскарс Лучис, Александр Сирица, Жденко Зубак |

| 5 января 2015 20:00 | Отчёт | Нижний Новгород            | 93:83    | Енисей               | КРК «Нагорный», Нижний Новгород Зрителей: 1 100 Судьи: Сергей Михайлов, Алексей Давыдов, Алексей Архипов |
| 5 января 2015 20:00 | Отчёт | 23:20, 30:23, 19:25, 21:15 |          |                      | КРК «Нагорный», Нижний Новгород Зрителей: 1 100 Судьи: Сергей Михайлов, Алексей Давыдов, Алексей Архипов |
| 5 января 2015 20:00 | Отчёт | Тейлор Рочести 26          | Очки     | Элмедин Киканович 24 | КРК «Нагорный», Нижний Новгород Зрителей: 1 100 Судьи: Сергей Михайлов, Алексей Давыдов, Алексей Архипов |
| 5 января 2015 20:00 | Отчёт | Семён Антонов 7            | Подборы  | 4 игрока по 4        | КРК «Нагорный», Нижний Новгород Зрителей: 1 100 Судьи: Сергей Михайлов, Алексей Давыдов, Алексей Архипов |
| 5 января 2015 20:00 | Отчёт | Теренс Кинси 6             | Передачи | Донелл Купер 10      | КРК «Нагорный», Нижний Новгород Зрителей: 1 100 Судьи: Сергей Михайлов, Алексей Давыдов, Алексей Архипов |

| 25 февраля 2015 19:00 | Отчёт | УНИКС                             | 84:70    | Цмоки-Минск        | «Баскет-холл», Казань Зрителей: 1 500 Судьи: Ингус Бауманис, Гинтарас Виткаускас, Райн Пеенарди |
| 25 февраля 2015 19:00 | Отчёт | 25:24, 22:16, 21:12, 16:18        |          |                    | «Баскет-холл», Казань Зрителей: 1 500 Судьи: Ингус Бауманис, Гинтарас Виткаускас, Райн Пеенарди |
| 25 февраля 2015 19:00 | Отчёт | Кит Лэнгфорд, Павел Антипов по 22 | Очки     | Бранко Миркович 26 | «Баскет-холл», Казань Зрителей: 1 500 Судьи: Ингус Бауманис, Гинтарас Виткаускас, Райн Пеенарди |
| 25 февраля 2015 19:00 | Отчёт | Кит Лэнгфорд 8                    | Подборы  | Павел Ульянко 7    | «Баскет-холл», Казань Зрителей: 1 500 Судьи: Ингус Бауманис, Гинтарас Виткаускас, Райн Пеенарди |
| 25 февраля 2015 19:00 | Отчёт | Пётр Губанов 5                    | Передачи | Бранко Миркович 6  | «Баскет-холл», Казань Зрителей: 1 500 Судьи: Ингус Бауманис, Гинтарас Виткаускас, Райн Пеенарди |

| 25 февраля 2015 19:30 | Отчёт | Зенит                                  | 83:52    | Красные крылья                  | «Сибур Арена», Санкт-Петербург Зрителей: 3 500 Судьи: Семён Овинов, Сергей Михайлов, Алексей Давыдов |
| 25 февраля 2015 19:30 | Отчёт | 21:15, 28:11, 20:10, 14:16             |          |                                 | «Сибур Арена», Санкт-Петербург Зрителей: 3 500 Судьи: Семён Овинов, Сергей Михайлов, Алексей Давыдов |
| 25 февраля 2015 19:30 | Отчёт | Уолтер Ходж 15                         | Очки     | Виталий Зуев 15                 | «Сибур Арена», Санкт-Петербург Зрителей: 3 500 Судьи: Семён Овинов, Сергей Михайлов, Алексей Давыдов |
| 25 февраля 2015 19:30 | Отчёт | Евгений Валиев, Андрей Десятников по 9 | Подборы  | Виталий Зуев, Антон Пушков по 6 | «Сибур Арена», Санкт-Петербург Зрителей: 3 500 Судьи: Семён Овинов, Сергей Михайлов, Алексей Давыдов |
| 25 февраля 2015 19:30 | Отчёт | Дмитрий Кулагин 7                      | Передачи | *Вадим Балякин 3                | «Сибур Арена», Санкт-Петербург Зрителей: 3 500 Судьи: Семён Овинов, Сергей Михайлов, Алексей Давыдов |

## 15 тур
| 7 января 2015 19:00 | Отчёт | Нилан Байзонс              | 85:76    | Астана             | Спортивный центр Лоймаа, Лоймаа Зрителей: 512 Судьи: Роберт Виклицкий, Антон Махлин, Игорь Деменков |
| 7 января 2015 19:00 | Отчёт | 19:18, 17:14, 16:21, 33:23 |          |                    | Спортивный центр Лоймаа, Лоймаа Зрителей: 512 Судьи: Роберт Виклицкий, Антон Махлин, Игорь Деменков |
| 7 января 2015 19:00 | Отчёт | Айан Хаммер 22             | Очки     | Джейкован Браун 17 | Спортивный центр Лоймаа, Лоймаа Зрителей: 512 Судьи: Роберт Виклицкий, Антон Махлин, Игорь Деменков |
| 7 января 2015 19:00 | Отчёт | Матти Нуутинен 7           | Подборы  | Рашид Махалбашич 4 | Спортивный центр Лоймаа, Лоймаа Зрителей: 512 Судьи: Роберт Виклицкий, Антон Махлин, Игорь Деменков |
| 7 января 2015 19:00 | Отчёт | Антто Никкаринен 10        | Передачи | Джерри Джонсон 10  | Спортивный центр Лоймаа, Лоймаа Зрителей: 512 Судьи: Роберт Виклицкий, Антон Махлин, Игорь Деменков |

| 8 января 2015 19:00 | Отчёт | Красные крылья                     | 77:72    | Енисей         | «МТЛ-Арена», Самара Зрителей: 1 100 Судьи: Семён Овинов, Сергей Круг, Сергей Беляков |
| 8 января 2015 19:00 | Отчёт | 16:16, 18:22, 17:18, 26:16         |          |                | «МТЛ-Арена», Самара Зрителей: 1 100 Судьи: Семён Овинов, Сергей Круг, Сергей Беляков |
| 8 января 2015 19:00 | Отчёт | Каспарс Берзиньш 26                | Очки     | Сава Лешич 16  | «МТЛ-Арена», Самара Зрителей: 1 100 Судьи: Семён Овинов, Сергей Круг, Сергей Беляков |
| 8 января 2015 19:00 | Отчёт | Кервин Бристол, Каспарс Берзиньш 8 | Подборы  | Сава Лешич 7   | «МТЛ-Арена», Самара Зрителей: 1 100 Судьи: Семён Овинов, Сергей Круг, Сергей Беляков |
| 8 января 2015 19:00 | Отчёт | Скотт Рэйнолдс 7                   | Передачи | Террико Уайт 4 | «МТЛ-Арена», Самара Зрителей: 1 100 Судьи: Семён Овинов, Сергей Круг, Сергей Беляков |

| 10 января 2015 15:00 | Отчёт | Цмоки-Минск                | 65:82    | Локомотив-Кубань   | «Минск-Арена», Минск Зрителей: 1 300 Судьи: Арнис Озолс, Оскарс Лучис, Артурас Шукис |
| 10 января 2015 15:00 | Отчёт | 11:20, 20:22, 24:19, 10:21 |          |                    | «Минск-Арена», Минск Зрителей: 1 300 Судьи: Арнис Озолс, Оскарс Лучис, Артурас Шукис |
| 10 января 2015 15:00 | Отчёт | Иван Мараш 18              | Очки     | Крунослав Симон 17 | «Минск-Арена», Минск Зрителей: 1 300 Судьи: Арнис Озолс, Оскарс Лучис, Артурас Шукис |
| 10 января 2015 15:00 | Отчёт | Иван Мараш 7               | Подборы  | Энтони Рэндолф 7   | «Минск-Арена», Минск Зрителей: 1 300 Судьи: Арнис Озолс, Оскарс Лучис, Артурас Шукис |
| 10 января 2015 15:00 | Отчёт | 3 игрока по 3              | Передачи | 4 игрока по 2      | «Минск-Арена», Минск Зрителей: 1 300 Судьи: Арнис Озолс, Оскарс Лучис, Артурас Шукис |

| 11 января 2015 18:00 | Отчёт | Калев                      | 69:84    | УНИКС                              | «Таллин Арена», Таллин Зрителей: 700 Судьи: Гинтарас Виткаускас, Пётр Пастусяк, Вацлав Лукеш |
| 11 января 2015 18:00 | Отчёт | 21:22, 16:19, 15:25, 17:18 |          |                                    | «Таллин Арена», Таллин Зрителей: 700 Судьи: Гинтарас Виткаускас, Пётр Пастусяк, Вацлав Лукеш |
| 11 января 2015 18:00 | Отчёт | Роландс Фрейманис 19       | Очки     | Кит Лэнгфорд 24                    | «Таллин Арена», Таллин Зрителей: 700 Судьи: Гинтарас Виткаускас, Пётр Пастусяк, Вацлав Лукеш |
| 11 января 2015 18:00 | Отчёт | Роландс Фрейманис 9        | Подборы  | Джеймс Уайт, Кёртис Джерреллс по 7 | «Таллин Арена», Таллин Зрителей: 700 Судьи: Гинтарас Виткаускас, Пётр Пастусяк, Вацлав Лукеш |
| 11 января 2015 18:00 | Отчёт | Скотт Мачадо 14            | Передачи | Кёртис Джерреллс 5                 | «Таллин Арена», Таллин Зрителей: 700 Судьи: Гинтарас Виткаускас, Пётр Пастусяк, Вацлав Лукеш |

| 11 января 2015 18:30 |                                       | Автодор  | 79:91             | ЦСКА | ЛДС «Кристалл», Саратов Зрителей: 5 500 Судьи: Антон Махлин, Илья Путенко, Евгений Ветров |
| 11 января 2015 18:30 | 20:22, 20:23, 23:19, 16:27            |          |                   |      | ЛДС «Кристалл», Саратов Зрителей: 5 500 Судьи: Антон Махлин, Илья Путенко, Евгений Ветров |
| 11 января 2015 18:30 | Майка Даунс 15                        | Очки     | Милош Теодосич 22 |      | ЛДС «Кристалл», Саратов Зрителей: 5 500 Судьи: Антон Махлин, Илья Путенко, Евгений Ветров |
| 11 января 2015 18:30 | Джереми Шаппелл, Трэвис Петерсон по 9 | Подборы  | Кайл Хайнс 9      |      | ЛДС «Кристалл», Саратов Зрителей: 5 500 Судьи: Антон Махлин, Илья Путенко, Евгений Ветров |
| 11 января 2015 18:30 | Кортни Фортсон 7                      | Передачи | Нандо де Коло 4   |      | ЛДС «Кристалл», Саратов Зрителей: 5 500 Судьи: Антон Махлин, Илья Путенко, Евгений Ветров |

| 12 января 2015 20:00 | Отчёт | Нижний Новгород            | 89:80    | Нимбурк                               | КРК «Нагорный», Нижний Новгород Зрителей: 2 000 Судьи: Сергей Защук, Танел Суслов, Юрий Игнатьев |
| 12 января 2015 20:00 | Отчёт | 18:21, 24:15, 22:19, 25:25 |          |                                       | КРК «Нагорный», Нижний Новгород Зрителей: 2 000 Судьи: Сергей Защук, Танел Суслов, Юрий Игнатьев |
| 12 января 2015 20:00 | Отчёт | Артём Параховский 24       | Очки     | Честер Симмонс 24                     | КРК «Нагорный», Нижний Новгород Зрителей: 2 000 Судьи: Сергей Защук, Танел Суслов, Юрий Игнатьев |
| 12 января 2015 20:00 | Отчёт | Трэй Томпкинс 6            | Подборы  | Геррет Штуц 7                         | КРК «Нагорный», Нижний Новгород Зрителей: 2 000 Судьи: Сергей Защук, Танел Суслов, Юрий Игнатьев |
| 12 января 2015 20:00 | Отчёт | Теренс Кинси 7             | Передачи | Дариус Вашингтон, Честер Симмонс по 4 | КРК «Нагорный», Нижний Новгород Зрителей: 2 000 Судьи: Сергей Защук, Танел Суслов, Юрий Игнатьев |

| 17 января 2015 |                            | Астана | 76:92 | Зенит |  |
| 17 января 2015 | 15:26, 23:17, 28:27, 10:22 |        |       |       |  |

```
----
```

| 25 февраля 2015 19:00 | Отчёт | Красный Октябрь                       | 80:94    | Химки            | Дворец спорта волгоградских профсоюзов, Волгоград Зрителей: 3 175 Судьи: Антон Махлин, Илья Путенко, Александр Романов |
| 25 февраля 2015 19:00 | Отчёт | 17:21, 25:15, 15:30, 23:28            |          |                  | Дворец спорта волгоградских профсоюзов, Волгоград Зрителей: 3 175 Судьи: Антон Махлин, Илья Путенко, Александр Романов |
| 25 февраля 2015 19:00 | Отчёт | Ламонт Хэмилтон 22                    | Очки     | Тайрис Райс 18   | Дворец спорта волгоградских профсоюзов, Волгоград Зрителей: 3 175 Судьи: Антон Махлин, Илья Путенко, Александр Романов |
| 25 февраля 2015 19:00 | Отчёт | Рэнди Калпеппер 6                     | Подборы  | Джеймс Огастин 9 | Дворец спорта волгоградских профсоюзов, Волгоград Зрителей: 3 175 Судьи: Антон Махлин, Илья Путенко, Александр Романов |
| 25 февраля 2015 19:00 | Отчёт | Дональд МакГрэт, Рэнди Калпеппер по 3 | Передачи | Тайрис Райс 9    | Дворец спорта волгоградских профсоюзов, Волгоград Зрителей: 3 175 Судьи: Антон Махлин, Илья Путенко, Александр Романов |

| 8 апреля 2015 18:00 | Отчёт | Зенит                      | 88:81    | ВЭФ                  | «Сибур Арена», Санкт-Петербург Зрителей: 2 256 Судьи: Мурат Биричик, Ааре Халлико, Петр Хруса |
| 8 апреля 2015 18:00 | Отчёт | 22:16, 25:21, 21:29, 20:15 |          |                      | «Сибур Арена», Санкт-Петербург Зрителей: 2 256 Судьи: Мурат Биричик, Ааре Халлико, Петр Хруса |
| 8 апреля 2015 18:00 | Отчёт | Дмитрий Кулагин 23         | Очки     | Джеральд Робинсон 20 | «Сибур Арена», Санкт-Петербург Зрителей: 2 256 Судьи: Мурат Биричик, Ааре Халлико, Петр Хруса |
| 8 апреля 2015 18:00 | Отчёт | Кайл Лэндри 9              | Подборы  | Бамба Фолл 9         | «Сибур Арена», Санкт-Петербург Зрителей: 2 256 Судьи: Мурат Биричик, Ааре Халлико, Петр Хруса |
| 8 апреля 2015 18:00 | Отчёт | Уолтер Ходж 10             | Передачи | Джеральд Робинсон 5  | «Сибур Арена», Санкт-Петербург Зрителей: 2 256 Судьи: Мурат Биричик, Ааре Халлико, Петр Хруса |